# Liste der Biografien/Frey
Liste der Biografien |
Portal Biografien |
Personensuche
# |
A |
B |
C |
D |
E |
F |
G |
H |
I |
J |
K |
L |
M |
N |
O |
P |
Q |
R |
S |
T |
U |
V |
W |
X |
Y |
Z |
?
 
Fa |
Fe |
Ff |
Fh |
Fi |
Fj |
Fk |
Fl |
Fm |
Fn |
Fo |
Fr |
Ft |
Fu |
Fy
 
Fra |
Frc |
Fre |
Frg |
Fri |
Frk |
Frl |
Fro |
Frr |
Fru |
Fry
 
Frea |
Freb |
Frec |
Fred |
Free |
Freg |
Freh |
Frei |
Frej |
Frek |
Frel |
Frem |
Fren |
Freo |
Frep |
Freq |
Frer |
Fres |
Fret |
Freu |
Frev |
Frew |
Frey |
Frez
Die Liste der Biografien führt alle Personen auf, die in der deutschsprachigen Wikipedia einen Artikel haben. Dieses ist eine Teilliste mit 550 Einträgen von Personen, deren Namen mit den Buchstaben „Frey“ beginnt.

## Frey

### Frey S
- Frey Schär, Myriam (* 1972), Schweizer Politikerin (Grüne)

### Frey, A – Frey, W

#### Frey, A
- Frey, Adalbert (1922–2006), deutscher Unternehmer
- Frey, Adolf (1855–1920), Schweizer Schriftsteller und Literaturhistoriker
- Frey, Adrian (* 1958), Schweizer Jazzmusiker
- Frey, Albert (1903–1998), schweizerisch-US-amerikanischer Architekt
- Frey, Albert (* 1964), deutscher Komponist, Musikproduzent und LobpreisleiterAlbert Frey (* 1964)

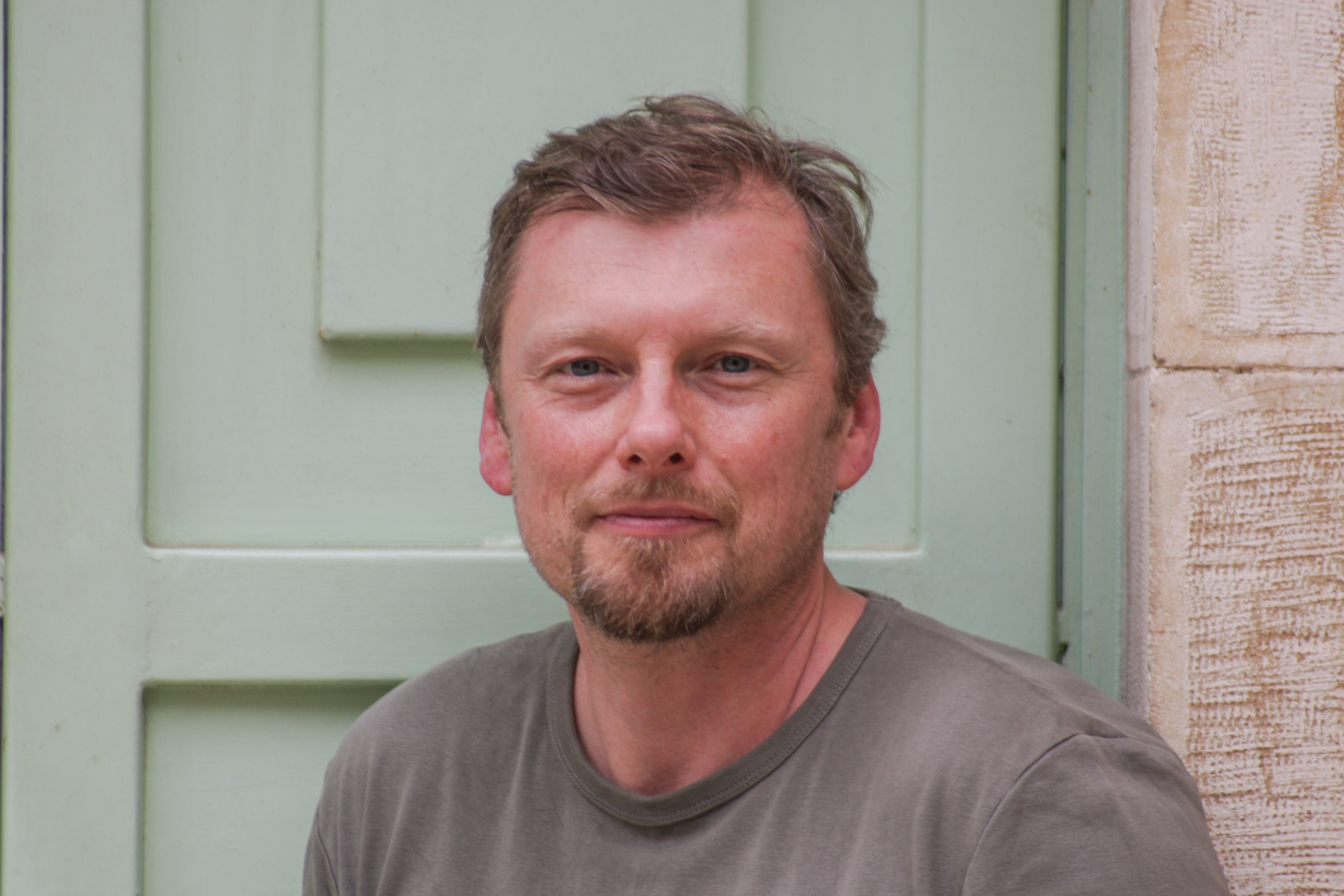
Albert Frey (* 1964)

- Frey, Alexander (* 1961), US-amerikanischer Dirigent, Organist, Pianist, Cembalist und Komponist
- Frey, Alexander Moritz (1881–1957), deutscher Schriftsteller
- Frey, Alfred (1859–1924), Schweizer Ökonom und Wirtschaftspolitiker
- Frey, Alois (1911–1990), deutscher SS-Unterscharführer
- Frey, Andreas (* 1967), deutscher Wirtschaftswissenschaftler und Rektor der Hochschule Nürtingen-Geislingen
- Frey, Andreas (* 1971), deutscher Psychologe
- Frey, Andrin (* 2000), Schweizer Kunstturner
- Frey, Anna (* 2007), US-amerikanische Tennisspielerin
- Frey, Anna de (1768–1808), niederländische Zeichnerin, Kopistin und Malerin
- Frey, Annina (* 1980), Schweizer Fernsehmoderatorin, Schauspielerin und ModelAnnina Frey (* 1980)

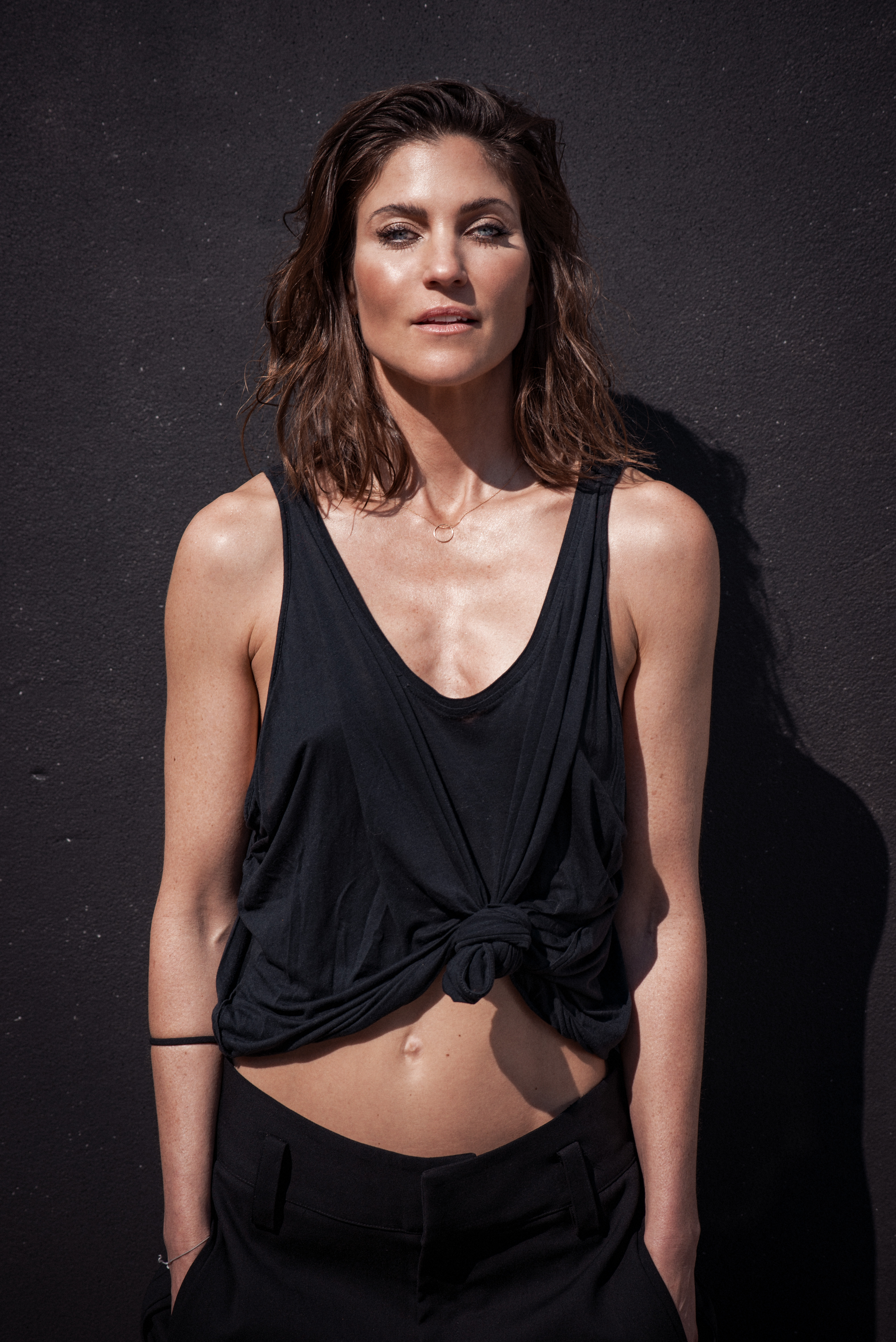
Annina Frey (* 1980)

- Frey, Arthur (1897–1955), Schweizer Politiker
- Frey, August (1826–1898), österreichischer Generaldirektor und Politiker
- Frey, August (1912–1998), Schweizer Maler und Grafiker

#### Frey, B
- Frey, Barbara (* 1941), deutsche Schauspielerin
- Frey, Barbara (* 1955), deutsche Theater- und Fernsehfilmschauspielerin
- Frey, Barbara (* 1963), Schweizer Theaterregisseurin und Intendantin
- Frey, Beatrice (* 1951), schweizerisch-österreichische Schauspielerin
- Frey, Bruno (1920–2005), deutscher Unternehmer, Kulturförderer und Mäzen
- Frey, Bruno S. (* 1941), Schweizer Wirtschaftswissenschaftler

#### Frey, C
- Frey, Carl (1857–1917), deutscher Kunsthistoriker
- Frey, Carl Benedikt, schwedisch-deutscher Wirtschaftswissenschaftler und Wirtschaftshistoriker
- Frey, Charles (1888–1955), französischer (elsässischer) Politiker und Journalist, zweimaliger Bürgermeister von Straßburg
- Frey, Christian (1957–2021), deutscher Drehbuchautor und Regisseur
- Frey, Christian Conrad (1798–1870), Großherzoglich Hessischer Generalleutnant
- Frey, Christian Karl (* 1977), deutscher Mittelalterhistoriker
- Frey, Christofer (* 1938), deutscher evangelischer Theologe
- Frey, Christoph (* 1962), Schweizer Squashspieler
- Frey, Claude (* 1943), Schweizer Politiker (FDP)
- Frey, Cornel (* 1977), Schweizer Opernsänger (Buffo-Tenor)

#### Frey, D
- Frey, Dagobert (1883–1962), österreichischer Kunsthistoriker
- Frey, Daniela, deutsche Fußballspielerin
- Frey, Dave (1949–2015), US-amerikanischer Jazz-Musiker (Banjo, Gitarre, Ukulele)
- Frey, David (* 1991), Schweizer Fußballspieler
- Frey, Dennis (* 1981), deutscher Musiker
- Frey, Dieter (* 1946), deutscher Psychologe, HochschullehrerDieter Frey (* 1946)

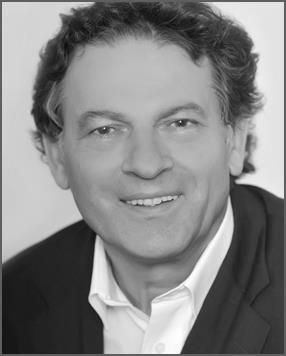
Dieter Frey (* 1946)

- Frey, Dieter (* 1972), deutscher Fußballspieler

#### Frey, E
- Frey, Eberhard (1916–1993), deutscher Maler und Grafiker
- Frey, Eberhard (* 1953), deutscher Paläontologe und Hochschullehrer
- Frey, Eckart (1949–2024), deutscher Althistoriker
- Frey, Eleonore (* 1939), Schweizer Literaturwissenschaftlerin und Schriftstellerin
- Frey, Ella (* 2004), deutsche Schauspielerin
- Frey, Elmar (* 1964), Schweizer Jazzmusiker (Schlagzeug)
- Frey, Emil (1838–1922), Schweizer PolitikerEmil Frey (1838–1922)

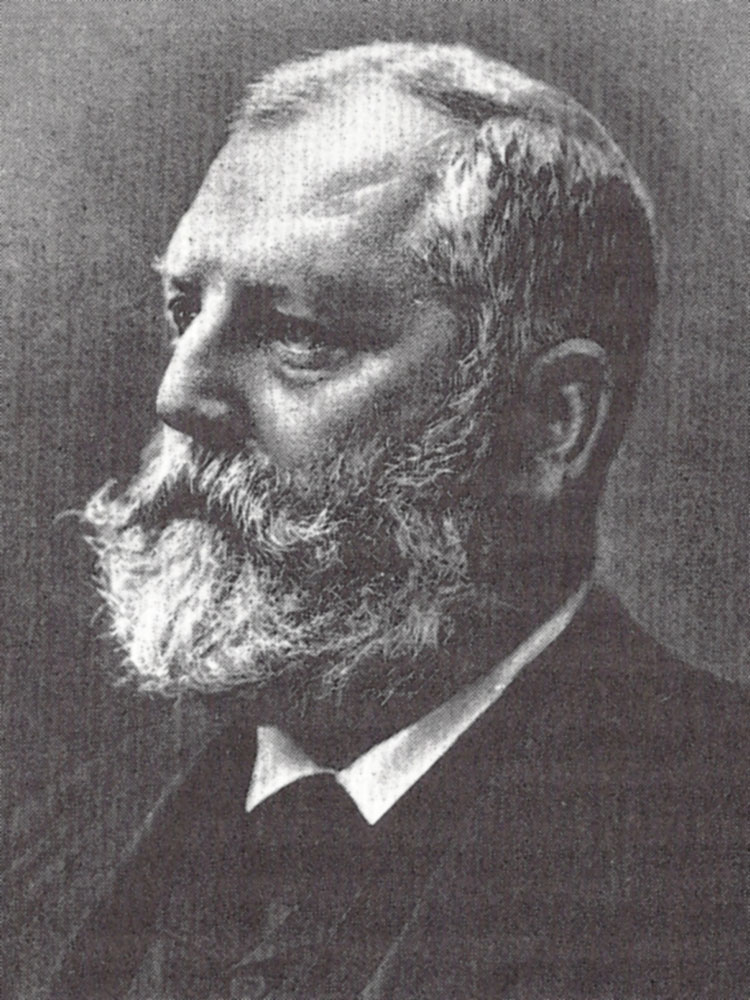
Emil Frey (1838–1922)

- Frey, Emil (1861–1916), Schweizer Politiker
- Frey, Emil (1889–1946), Schweizer Komponist, Pianist und Musikpädagoge
- Frey, Emil (1898–1995), Schweizer Unternehmer
- Frey, Emil (1904–1980), deutscher Manager
- Frey, Emil Karl (1888–1977), deutscher Chirurg und Hochschullehrer
- Frey, Emil Remigius (1803–1889), Schweizer Politiker, Tagsatzungsgesandter
- Frey, Emilie Louise (1869–1937), Schweizer Ärztin
- Frey, Emilio (1872–1964), schweizerisch-argentinischer Topograph
- Frey, Eric (* 1963), österreichischer Journalist und Publizist
- Frey, Erich (1882–1964), deutscher Rechtsanwalt und Autor
- Frey, Erik (1908–1988), österreichischer Schauspieler
- Frey, Ernst (1915–1994), österreichischer Legionär
- Frey, Ernst Arnold (1893–1971), Schweizer Maler und Lyriker
- Frey, Ernst Kurt (1878–1960), deutscher Mediziner und Pharmakologe
- Frey, Erwin (* 1960), deutscher Physiker und Hochschullehrer
- Frey, Erwin R. (1906–1981), Schweizer Rechtswissenschaftler
- Frey, Eugen (* 1885), deutscher Bildhauer
- Frey, Eugen (1913–1998), deutscher Fußballspieler

#### Frey, F
- Frey, Fran (1903–1962), US-amerikanischer Jazz-Sänger, Saxophonist und Songwriter
- Frey, Franz (* 1948), deutscher Kommunalpolitiker (SPD)
- Frey, Franz Andreas (1763–1820), deutscher Kirchenrechtler, römisch-katholischer Theologe und Hochschullehrer
- Frey, Franz Xaver (1928–1987), deutscher Jurist und Kommunalpolitiker (CSU)
- Frey, Frido (1921–2000), deutscher Basketballspieler
- Frey, Friedrich (1867–1933), Kantonsarchivar und Heimatforscher
- Frey, Friedrich (1882–1953), Schweizer Geschäftsmann
- Frey, Fritz (1881–1962), deutscher Lehrer und Heimatforscher
- Frey, Fritz (1914–1984), deutscher Ingenieur und Politiker (CDU), MdL (Baden-Württemberg)
- Frey, Fritz (* 1958), deutscher Fernsehmoderator, Moderator des ARD-Politmagazins Report Mainz und Chefredakteur

#### Frey, G
- Frey, Georg (1786–1844), Gutsbesitzer und Mitglied der kurhessischen Ständeversammlung
- Frey, Georg (1807–1890), Großherzoglich Hessischer Generalmajor
- Frey, Georg (1902–1976), deutscher Textilfabrikant (Firma Loden Frey) und Käfersammler
- Frey, Georg Ludwig (1761–1818), Großherzoglich-Hessischer Amtmann und Polizeirat
- Frey, Georges (1890–1975), französischer Geiger, Bratschist und Spezialist des Rundbogenspiels
- Frey, Géraldine (* 1997), Schweizer Leichtathletin
- Frey, Gerard Louis (1914–2007), amerikanischer Geistlicher, römisch-katholischer Bischof von Lafayette
- Frey, Gerd (* 1966), deutscher Schriftsteller
- Frey, Gerhard (1915–2002), österreichischer Philosoph
- Frey, Gerhard (1933–2013), deutscher Politiker (DVU) und Verleger
- Frey, Gerhard (* 1944), deutscher Mathematiker (Zahlentheorie)
- Frey, Glenn (1948–2016), US-amerikanischer RockmusikerGlenn Frey (1948–2016)

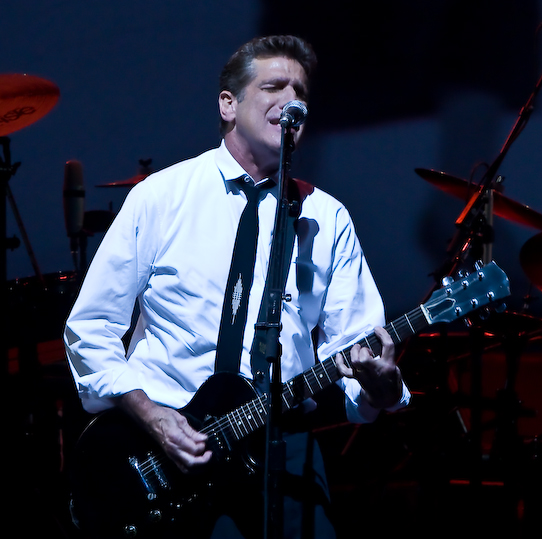
Glenn Frey (1948–2016)

- Frey, Gottfried (1871–1952), deutscher Hygieniker, Ministerialbeamter und Schriftsteller

#### Frey, H
- Frey, Hans (1450–1523), deutscher Lauten- und Harfenbauer, Harfenist und Komponist, Mechaniker und Tischbrunnenbauer, Schwiegervater von Albrecht Dürer
- Frey, Hans (1873–1947), Schweizer Ingenieur, Generalstabsoffizier und Hochschullehrer
- Frey, Hans (1913–1973), Schweizer Klavierspieler
- Frey, Hans (1949–2024), deutscher Politiker (SPD), MdL, Science-Fiction-Experte
- Frey, Hans Heinrich (* 1730), Schweizer Unternehmer
- Frey, Hans Karl (1916–1974), Schweizer Diplomat
- Frey, Hans-Georg (* 1956), deutscher Industrie-Manager
- Frey, Hans-Joachim (* 1965), deutsch-russischer Theaterintendant und -funktionär und RegisseurHans-Joachim Frey (* 1965)

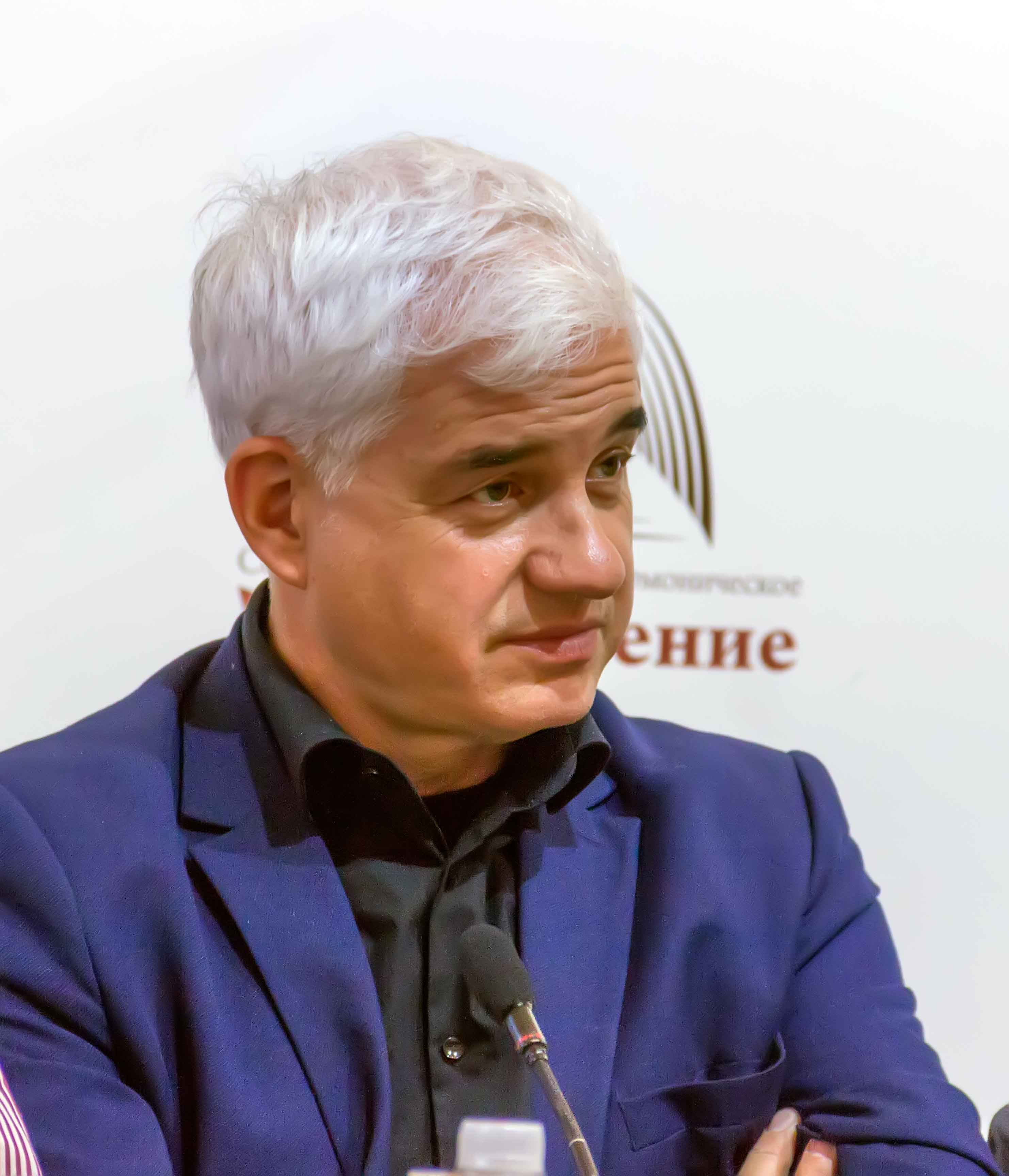
Hans-Joachim Frey (* 1965)

- Frey, Hans-Jörg (* 1952), Schweizer Schauspieler
- Frey, Hans-Jost (1933–2023), Schweizer Literaturwissenschaftler und Schriftsteller
- Frey, Harald (* 1997), norwegischer Basketballspieler
- Frey, Harro (1942–2011), deutscher Bildhauer
- Frey, Harry (* 1926), deutscher Fußballspieler
- Frey, Hedwig (1877–1938), Schweizer Anatomin
- Frey, Heinrich (1822–1890), Schweizer Arzt, Anatom und Zoologe
- Frey, Heinrich (1939–2022), deutscher Kommunalpolitiker (CSU)
- Frey, Hellmuth (1901–1982), deutsch-baltischer evangelischer Theologe und Alttestamentler
- Frey, Herman-Walther (1888–1968), deutscher Verwaltungsjurist, Musikwissenschaftler und Kunsthistoriker
- Frey, Hermann (1844–1928), Schweizer Unternehmer
- Frey, Hermann (1876–1950), deutscher Schlagertexter
- Frey, Hermann (1908–1980), Schweizer Architekt
- Frey, Herrad (1933–2022), französische Bogenschützin
- Frey, Hieronymus († 1585), Schweizer Benediktinermönch, Abt des Klosters Muri
- Frey, Hubertus Carl (1929–2003), deutscher Grafikdesigner und Art Director

#### Frey, I
- Frey, Isak (* 2003), norwegischer Biathlet

#### Frey, J
- Frey, Jacob († 1562), Dramatiker und Schwankdichter
- Frey, Jacob (* 1981), US-amerikanischer Politiker, Bürgermeister von Minneapolis
- Frey, Jakob (1681–1752), Schweizer Kupferstecher und Verleger graphischer Werke
- Frey, Jakob (1824–1875), Schweizer Schriftsteller
- Frey, James (* 1969), US-amerikanischer SchriftstellerJames Frey (* 1969)

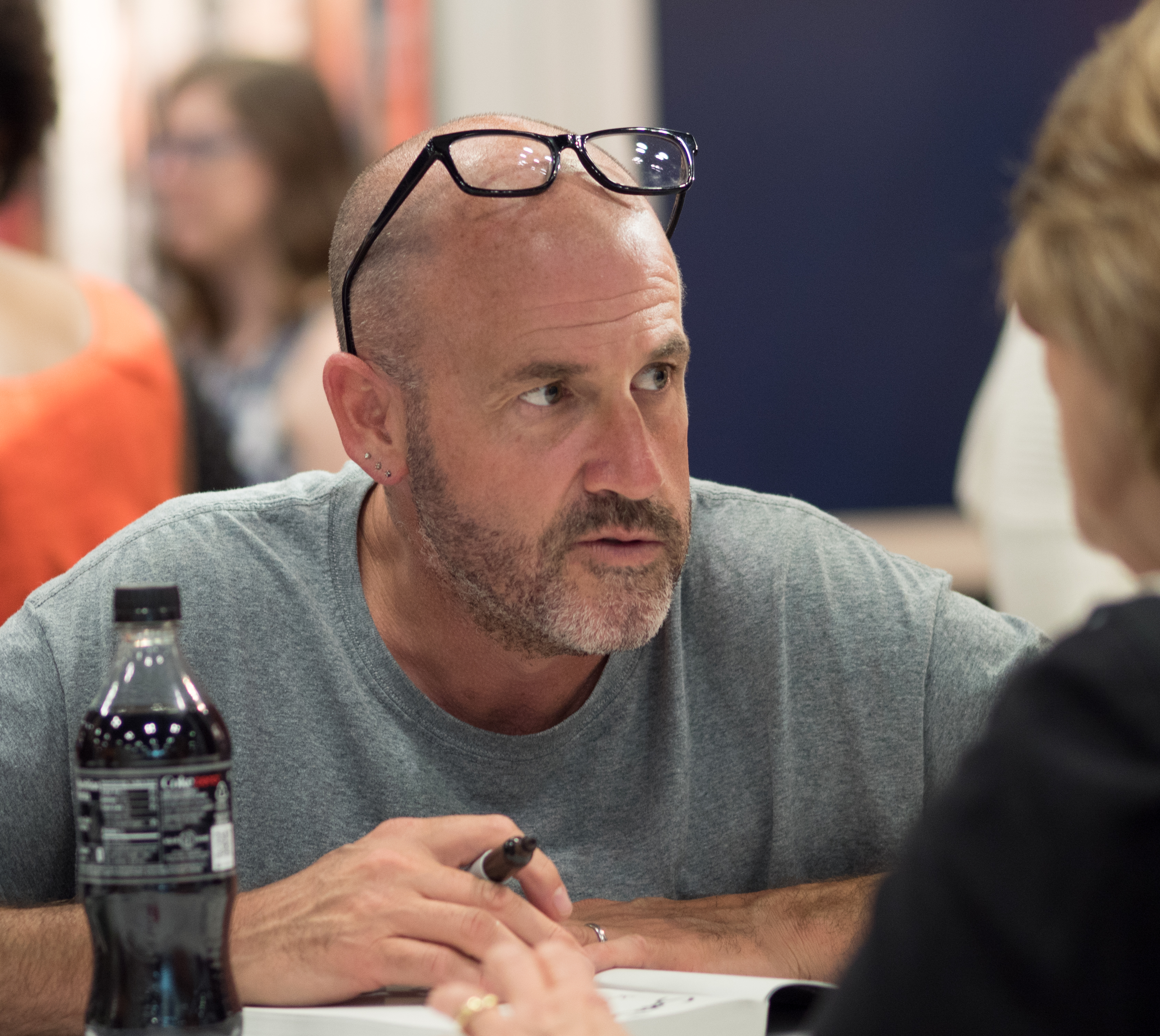
James Frey (* 1969)

- Frey, James N. (* 1943), amerikanischer Autor
- Frey, Jana (* 1969), deutsch-schweizerische Autorin
- Frey, Jinh Yu (* 1985), US-amerikanische Mixed-Martial-Arts-Kämpferin
- Frey, Joa (* 1993), Schweizer Fusionmusiker (Gitarre, Komposition)
- Frey, Joachim (1905–1983), deutscher Internist und Hochschullehrer
- Frey, Johann Franz, österreichischer Orgelbauer
- Frey, Johann Friedrich (1800–1884), Bezirksamtmann von Brugg, eidgenössischer Oberst und Generaladjutant
- Frey, Johann Friedrich Wilhelm (1804–1879), preußischer Generalmajor
- Frey, Johann Georg (1821–1888), deutscher Weber und Unternehmer
- Frey, Johann Gottfried (1762–1831), deutscher Verwaltungsjurist in Preußen
- Frey, Johann Jakob (1813–1865), schweizerischer Landschaftsmaler
- Frey, Johann Jakob (1858–1925), Schweizer Textilunternehmer, Journalist, Redaktor und Politiker
- Frey, Johann Ludwig (1682–1759), Schweizer Theologe und Historiker
- Frey, Johann Zacharias (1769–1829), polnischer Maler und Kupferstecher österreichischer Abstammung
- Frey, Johannes († 1474), deutscher Geistlicher und Franziskaner
- Frey, Johannes, deutscher Bildhauer
- Frey, Johannes (1740–1815), letzter Schultheiß von Brugg
- Frey, Johannes (1743–1800), Schweizer Theologe und Lehrer
- Frey, Johannes (* 1996), deutscher Judoka
- Frey, John (* 1958), US-amerikanischer Radrennfahrer
- Frey, Jörg (* 1962), deutscher evangelischer Neutestamentler
- Frey, Josha (* 1959), deutscher Politiker (Bündnis 90/Die Grünen), MdL
- Frey, Julius (1881–1960), deutscher Schwimmer
- Frey, Julius (1895–1965), deutscher Politiker (CDU), Bürgermeister von Gelnhausen
- Frey, Julius (1901–1948), deutscher Schauspieler bei Bühne und Film
- Frey, Junius (1753–1794), österreichischer Heereslieferant, Alchemist, Freimaurer, Jakobiner und Frankist

#### Frey, K
- Frey, Karin (* 1943), deutsche Schauspielerin
- Frey, Karl (1844–1928), deutscher Ingenieur und Eisenbahndirektor
- Frey, Karl (1866–1950), deutscher Schauspieler, Regisseur sowie Bühnen- und Drehbuchautor
- Frey, Karl (1886–1987), deutscher Lehrer und Geschäftsmann, Senator der Südafrikanischen Union
- Frey, Karl (1928–2022), deutscher Politiker (CDU), MdL
- Frey, Karl (1942–2005), Schweizer Pädagoge und Hochschullehrer
- Frey, Karl (* 1943), deutscher Architekt
- Frey, Karl-Heinz (1950–2019), deutscher Fußballspieler
- Frey, Karl-Richard (* 1991), deutscher Judoka
- Frey, Kaspar, Schweizer Chronist und Verwaltungsbeamter
- Frey, Kaspar (* 1957), deutscher Rechtswissenschaftler
- Frey, Konrad (1909–1974), deutscher Turner
- Frey, Konrad (* 1934), österreichischer Architekt
- Frey, Kurt (1902–1945), deutscher Politiker (NSDAP), MdR
- Frey, Kurt (1913–1993), deutscher Verwaltungsjurist und Bildungsexperte

#### Frey, L
- Frey, Lavinia (* 1969), deutsche Kulturmanagerin, Festivalleiterin, Regisseurin und Dramaturgin
- Frey, Lea W., deutsche Sängerin und Songwriterin
- Frey, Leif (* 1979), deutscher Skispringer
- Frey, Leonard (1938–1988), US-amerikanischer Schauspieler
- Frey, Lisa (* 1995), Schweizer Handballspielerin
- Frey, Louis (1934–2019), US-amerikanischer Politiker
- Frey, Ludwig (1810–1871), deutscher Rechtswissenschaftler und Publizist

#### Frey, M
- Frey, Madeleine (* 1984), deutsche Kunsthistorikerin, Volkswirtin und Museumsleiterin
- Frey, Magdalena (* 1963), österreichische Fotografin und Videokünstlerin
- Frey, Magdalena (* 1997), deutsche Handballspielerin
- Frey, Manuel (* 1964), deutscher Historiker
- Frey, Manuela (* 1996), Schweizer ModelManuela Frey (* 1996)

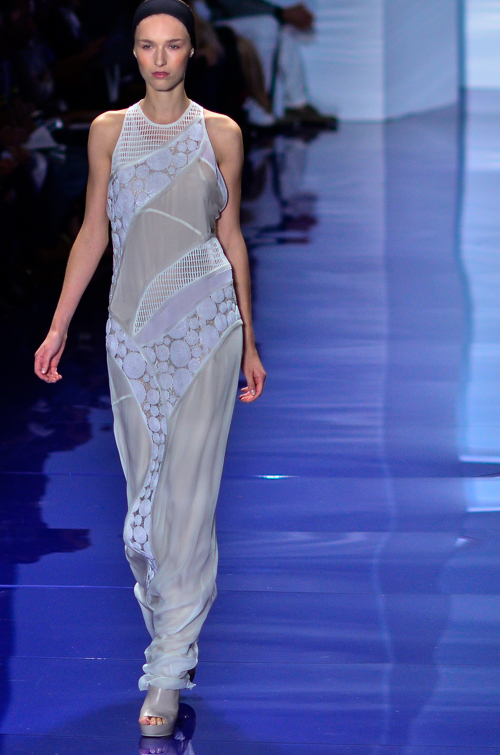
Manuela Frey (* 1996)

- Frey, Marc (* 1963), deutscher Hochschullehrer
- Frey, Marlon (* 1996), deutscher Fußballspieler
- Frey, Martin (1872–1946), deutscher Pianist und Klavierpädagoge
- Frey, Martin (1904–1971), deutscher Politiker (CDU), MdB
- Frey, Mats (* 1986), Schweizer Drehbuchautor und Produzent
- Frey, Matthias (* 1956), deutscher Pianist und Komponist
- Frey, Matthias (* 1964), deutscher Politiker (FDP)
- Frey, Maurus (* 1982), Schweizer Politiker (Grüne)
- Frey, Max (1799–1871), Verwaltungsbeamter in Bayern und Griechenland
- Frey, Max (1874–1944), deutscher Landschafts- und Figurenmaler, Grafiker und Illustrator
- Frey, Max (1902–1955), österreichischer Maler
- Frey, Max (* 1941), deutscher Chorleiter
- Frey, Maximilian von (1852–1932), deutsch-österreichischer Physiologe
- Frey, Melanie (* 1994), Schweizer Unihockeyspielerin
- Frey, Michael (1787–1832), deutscher Komponist, Geiger und Kapellmeister
- Frey, Michael (1788–1854), deutscher katholischer Priester, Historiker und Publizist
- Frey, Michael (* 1994), Schweizer FussballspielerMichael Frey (* 1994)

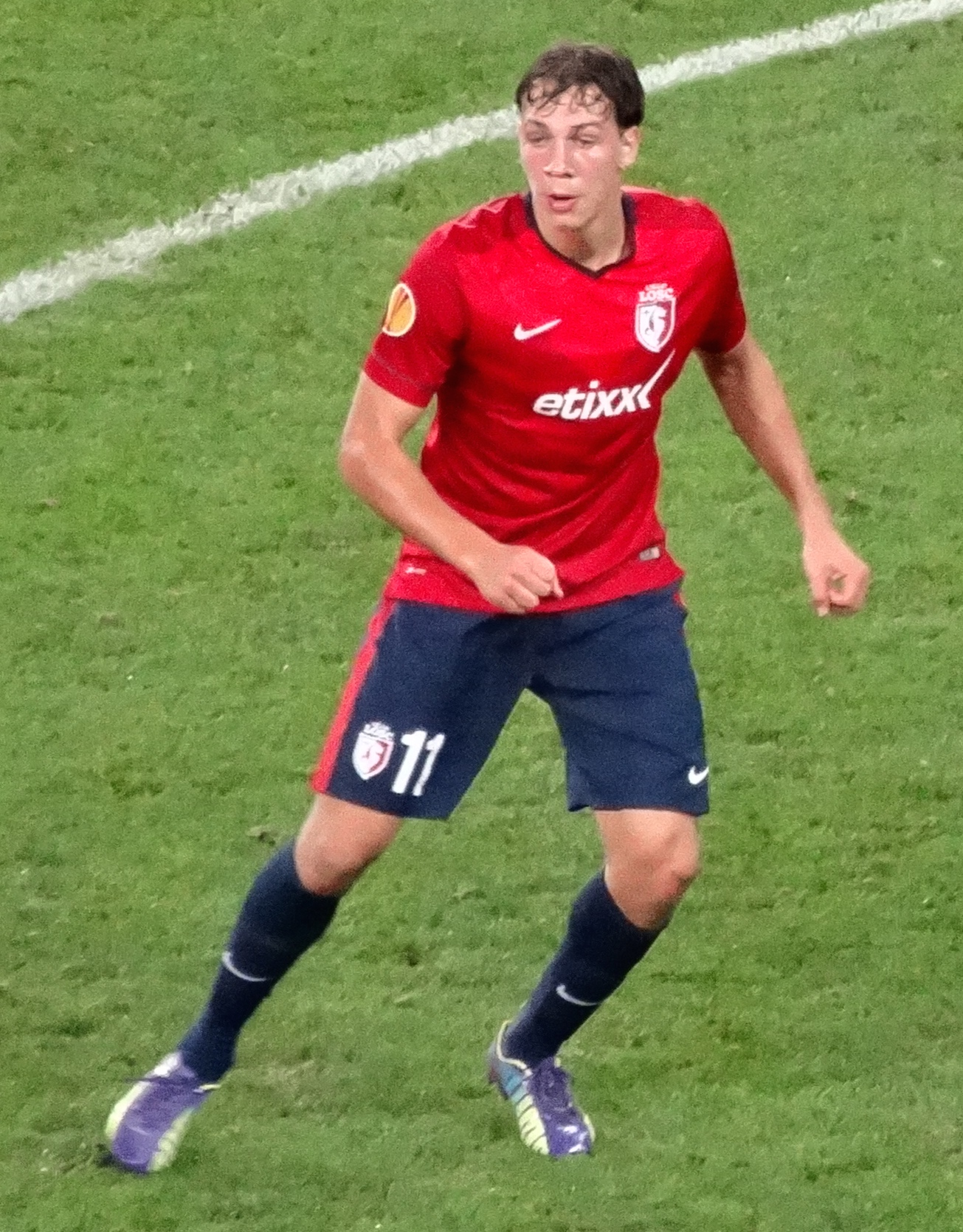
Michael Frey (* 1994)

- Frey, Michel (* 1973), Schweizer Autorennfahrer
- Frey, Mogens (* 1941), dänischer Radrennfahrer
- Frey, Monique (* 1965), Schweizer Politikerin (Grüne)

#### Frey, N
- Frey, Nicolas (* 1984), französischer Fußballspieler
- Frey, Noah J. (1883–1974), US-amerikanischer Versicherungsmanager
- Frey, Noëlle (* 1992), Schweizer Handballspielerin
- Frey, Nora (* 1950), österreichische Journalistin und Moderatorin
- Frey, Norbert (* 1966), deutscher Arzt

#### Frey, O
- Frey, Oliver (1948–2022), Schweizer Comiczeichner und Illustrator
- Frey, Oliver W. (1887–1939), US-amerikanischer Politiker
- Frey, Olivier (* 1979), Schweizer Leichtathlet
- Frey, Oscar (1893–1945), Schweizer Offizier
- Frey, Oskar (1893–1958), Pfarrer
- Frey, Oszkár (* 1953), ungarischer Kanute
- Frey, Otto (1824–1903), deutscher Verwaltungsbeamter und Parlamentarier
- Frey, Otto (1877–1952), deutscher Architekt, Baubeamter und Stadtbaurat in Göttingen
- Frey, Otto (* 1952), deutscher Fußballspieler
- Frey, Otto-Herman (1929–2023), deutscher Prähistoriker

#### Frey, P
- Frey, Patrick (* 1949), Schweizer Kabarettist und Schauspieler
- Frey, Patrick (* 1973), deutscher Industriedesigner
- Frey, Paul (* 1941), kanadischer Opernsänger (Tenor)
- Frey, Peter (* 1923), deutscher FDJ- und SED-Funktionär
- Frey, Peter (* 1957), deutscher Journalist, Chefredakteur des ZDFPeter Frey (* 1957)

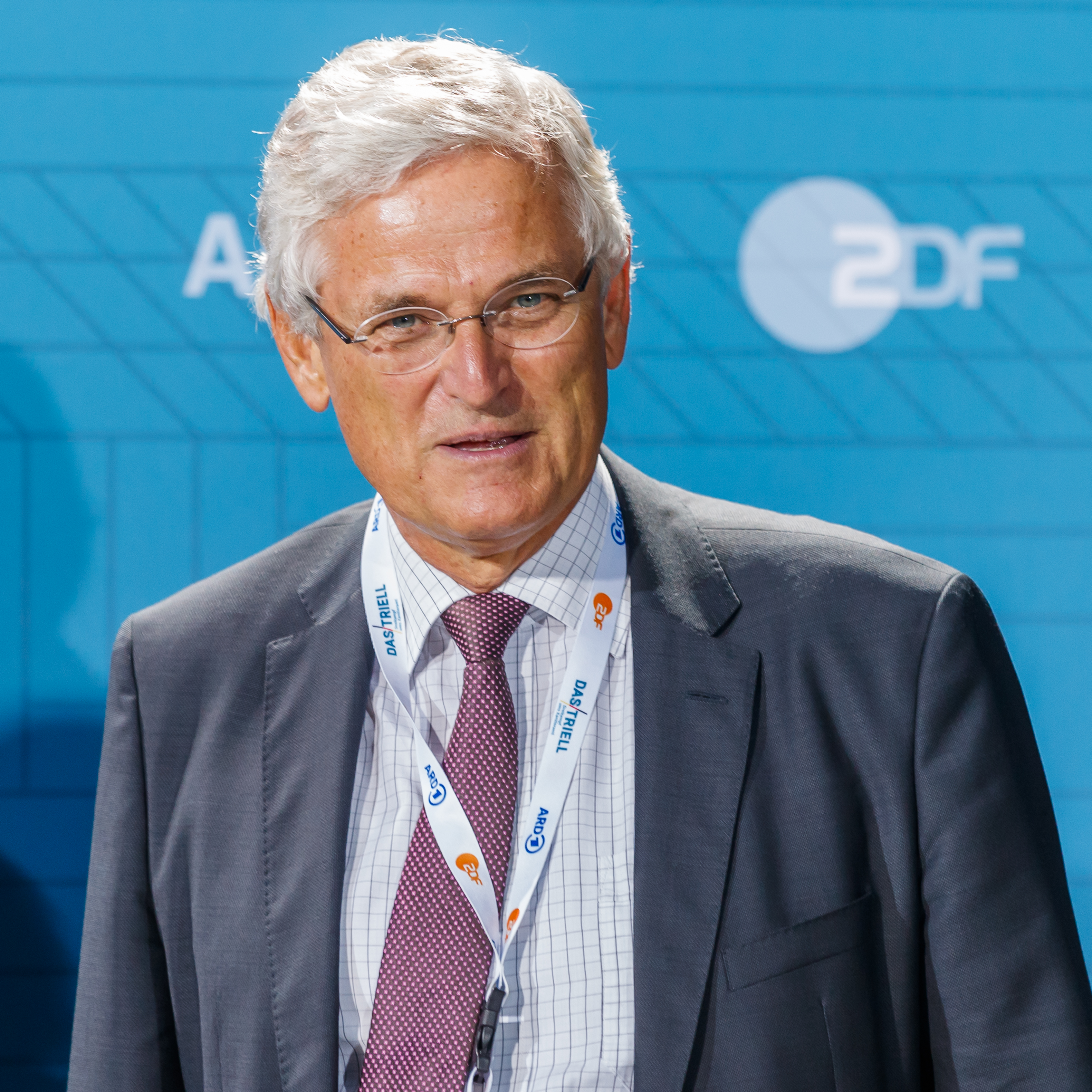
Peter Frey (* 1957)

- Frey, Peter K. (* 1941), Schweizer Bassist und Klangkünstler
- Frey, Petra (* 1978), österreichische SchlagersängerinPetra Frey (* 1978)

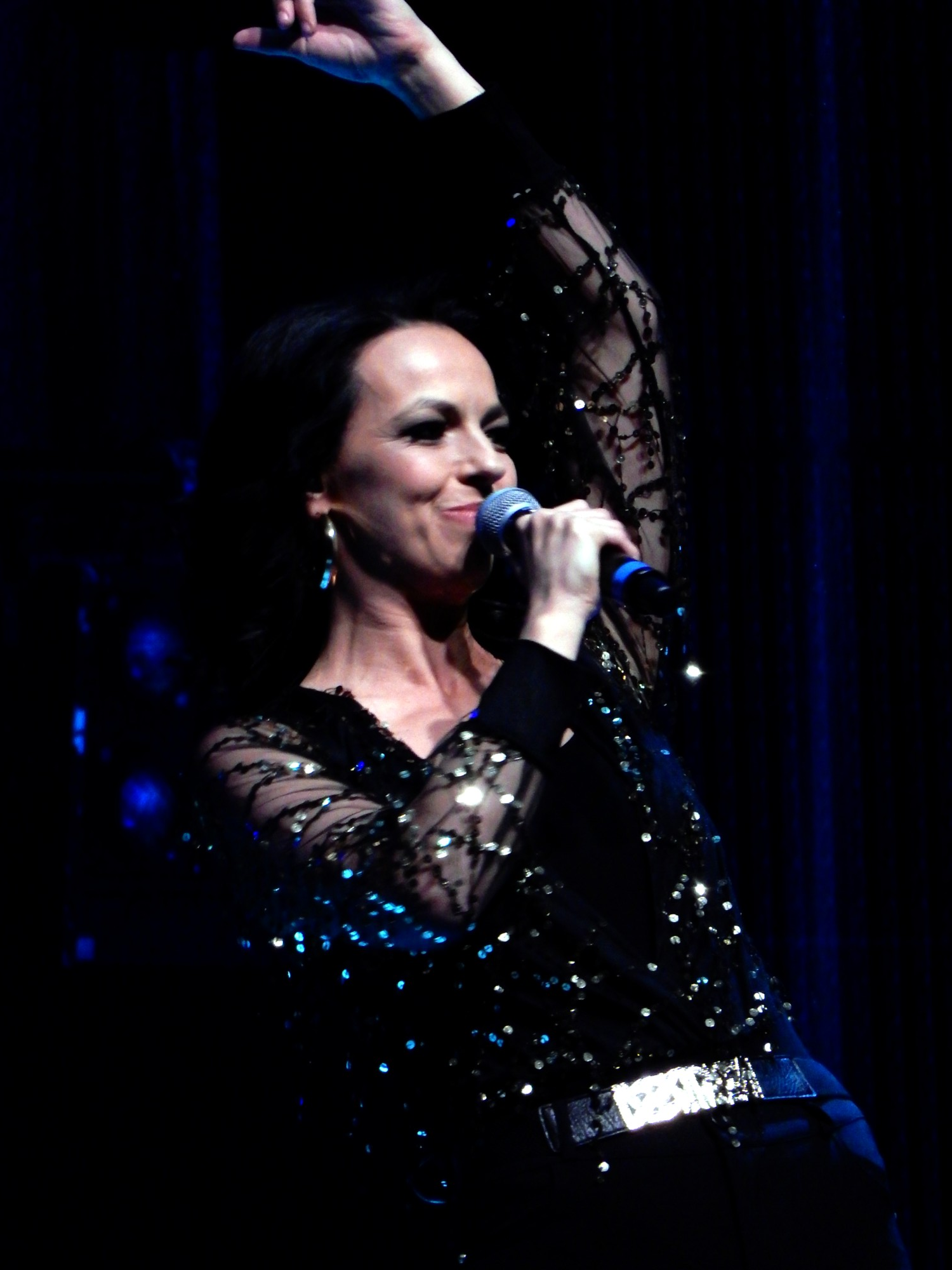
Petra Frey (* 1978)

- Frey, Philip Bijawat (* 2006), deutsch-thailändischer Fußballspieler

#### Frey, R
- Frey, Rahel (* 1986), Schweizer Automobilrennfahrerin
- Frey, Rainer-Marc (* 1963), Schweizer Unternehmer und Privatinvestor
- Frey, Regina (* 1966), deutsche Politikwissenschaftlerin
- Frey, René L. (* 1939), Schweizer Ökonom
- Frey, Richard (1920–2004), österreichisch-chinesischer Arzt
- Frey, Roger (1913–1997), französischer Politiker (UNR), Mitglied der Nationalversammlung
- Frey, Roland (* 1961), deutscher Schauspieler und Synchronsprecher
- Frey, Rolf (1896–1937), österreichischer Werbegrafiker
- Frey, Rudi (1941–2014), österreichischer Pressefotograf
- Frey, Rudolf (1917–1981), deutscher Mediziner, Anästhesist, Hochschulprofessor, Gründer des Club of Mainz
- Frey, Rudolf (* 1983), österreichischer Regisseur für Schauspiel und Musiktheater
- Frey, Ruth (1924–2012), deutsche Kindermissionarin

#### Frey, S
- Frey, Sabrina (* 1978), Schweizer Musikerin
- Frey, Sami (* 1937), französischer SchauspielerSami Frey (* 1937)

Sami Frey (* 1937)

- Frey, Samuel (1820–1905), Schweizer Politiker
- Frey, Samuel (1850–1934), Schweizer Unternehmer, Papierfabrikant und Politiker
- Frey, Sebastian († 1878), deutscher Verwaltungsbeamter und Richter
- Frey, Sebastian (* 1984), deutscher Radrennfahrer
- Frey, Sebastian (* 2002), österreichischer Leichtathlet
- Frey, Sébastien (* 1980), französischer Fußballtorhüter
- Frey, Silvester (1851–1919), deutscher Publizist
- Frey, Sim, Schweizer Ingenieur, Konstrukteur und Erfinder
- Frey, Sonja (* 1993), österreichische Handballspielerin
- Frey, Stefan (* 1959), deutscher Badmintonspieler
- Frey, Stefan (* 1962), deutscher Theaterwissenschaftler, Regisseur und Autor
- Frey, Stefan (* 1975), deutscher Politiker (CSU)

#### Frey, T
- Frey, Taylor (* 1989), US-amerikanischer Filmschauspieler
- Frey, Theo (1908–1997), Schweizer Fotograf
- Frey, Theodor (1814–1897), deutscher Politiker
- Frey, Theodor (1842–1912), Schweizer Unternehmer und liberaler Politiker
- Frey, Theodor (1869–1945), deutscher Konteradmiral der Kaiserlichen Marine
- Frey, Theophil (1845–1904), deutscher Architekt
- Frey, Theophil (1881–1957), deutscher Verwaltungsjurist
- Frey, Thomas (* 1944), österreichischer SchauspielerThomas Frey (* 1944)

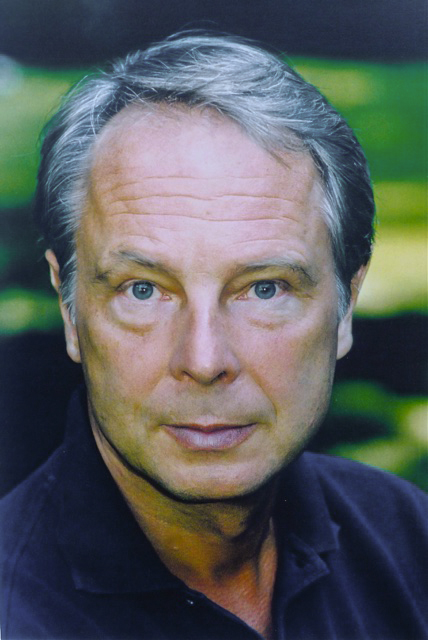
Thomas Frey (* 1944)

- Frey, Thomas (* 1984), französischer Skirennläufer
- Frey, Tilo (1923–2008), Schweizer Politikerin (FDP)
- Frey, Tim (* 1972), Schweizer Politiker
- Frey, Timo (* 1971), deutscher Politiker (CDU)
- Frey, Toomas (1937–2020), estnischer Ökologe

#### Frey, U
- Frey, Ulrich (1918–2006), Schweizer Arzt
- Frey, Urban (* 1964), Schweizer Panflötenspieler, Komponist und Kulturmanager
- Frey, Urs (* 1954), Schweizer Dokumentarfilmmacher
- Frey, Urs (1960–2008), Schweizer Dokumentarfilmmacher
- Frey, Urs (* 1968), Schweizer Wirtschaftswissenschaftler, Strategieberater und Keynote-Speaker

#### Frey, V
- Frey, Vital Julian (* 1979), Schweizer Cembalist
- Frey, Vivian (* 1982), deutscher Schauspieler und Theaterregisseur

#### Frey, W
- Frey, Walter (1884–1972), Schweizer Internist
- Frey, Walter (1898–1985), Schweizer Pianist und Musikpädagoge
- Frey, Walter (1909–1966), deutscher Politiker (SPD), MdL, Oberbürgermeister von Remscheid
- Frey, Walter (* 1943), Schweizer Unternehmer und Politiker (SVP)
- Frey, Werner (1912–1989), Schweizer Architekt
- Frey, Wilhelm (1826–1911), deutscher Maler und Museumsdirektor
- Frey, Winfried (1940–2024), deutscher Mediävist und Antisemitismusforscher
- Frey, Winfried (* 1968), deutscher Volksschauspieler, Moderator, Autor und TheaterregisseurWinfried Frey (* 1968)

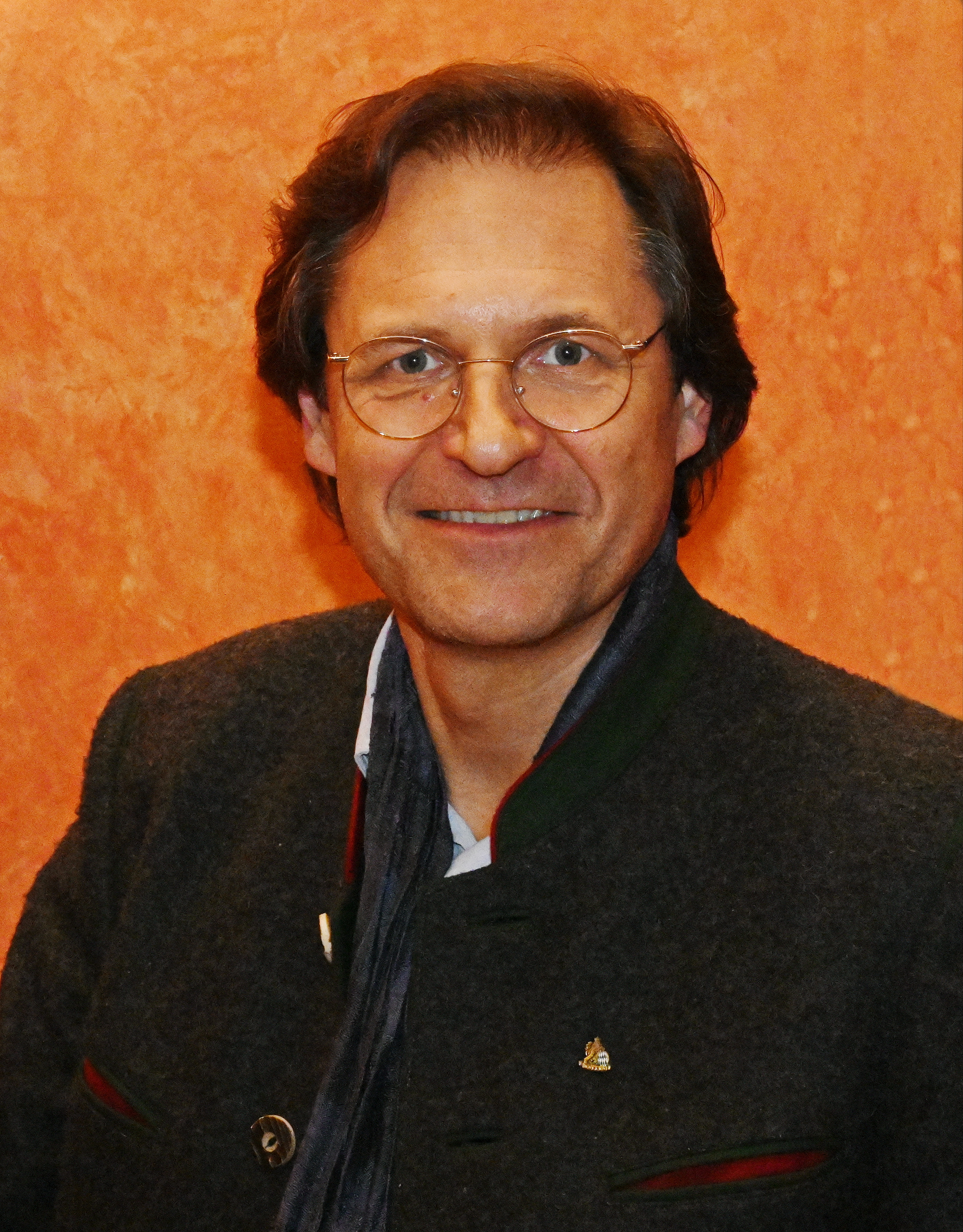
Winfried Frey (* 1968)

- Frey, Wolfgang (* 1942), deutscher Botaniker und Universitätsprofessor

### Frey-

#### Frey-A
- Frey-Asche, Lore (1929–2011), deutsche Klassische Archäologin

#### Frey-D
- Frey-Dexler, Hertha (1917–1999), Schweizer Eiskunstläuferin

#### Frey-G
- Frey-Gottesman, Łucja (* 1889), polnische Philosophin und Medizinerin

#### Frey-H
- Frey-Herosé, Friedrich (1801–1873), Schweizer Unternehmer, Offizier und Politiker
- Frey-Hoepfner, Hans (1865–1939), Schweizer Lehrer und Geologe

#### Frey-K
- Frey-Kupper, Suzanne (* 1958), schweizerische Altertumswissenschaftlerin und Numismatikerin

#### Frey-M
- Frey-Moock, Adolf (1881–1954), Schweizer Maler

#### Frey-R
- Frey-Rohn, Liliane (1901–1991), Schweizer Psychologin

#### Frey-S
- Frey-Surbek, Marguerite (1886–1981), Schweizer Kunstmalerin

#### Frey-W
- Frey-Wyssling, Albert (1900–1988), Schweizer Botaniker

### Freyb
- Freybe, Carl (1886–1982), deutscher Politiker (WP), MdR
- Freybe, Jutta (1917–1971), deutsche Schauspielerin
- Freybe, Otto (1865–1923), deutscher Meteorologe
- Freyberg zu Hohenaschau, Pankraz von (1508–1565), deutscher Politiker
- Freyberg, Albrecht von (1876–1943), deutscher Marineoffizier, zuletzt Vizeadmiral und Marineattaché
- Freyberg, Alfred (1892–1945), deutscher Rechtsanwalt und Politiker (NSDAP)
- Freyberg, Bernard, 1. Baron Freyberg (1889–1963), britischer General, Generalgouverneur von Neuseeland (1946–1952)Bernard Freyberg, 1. Baron Freyberg (1889–1963)

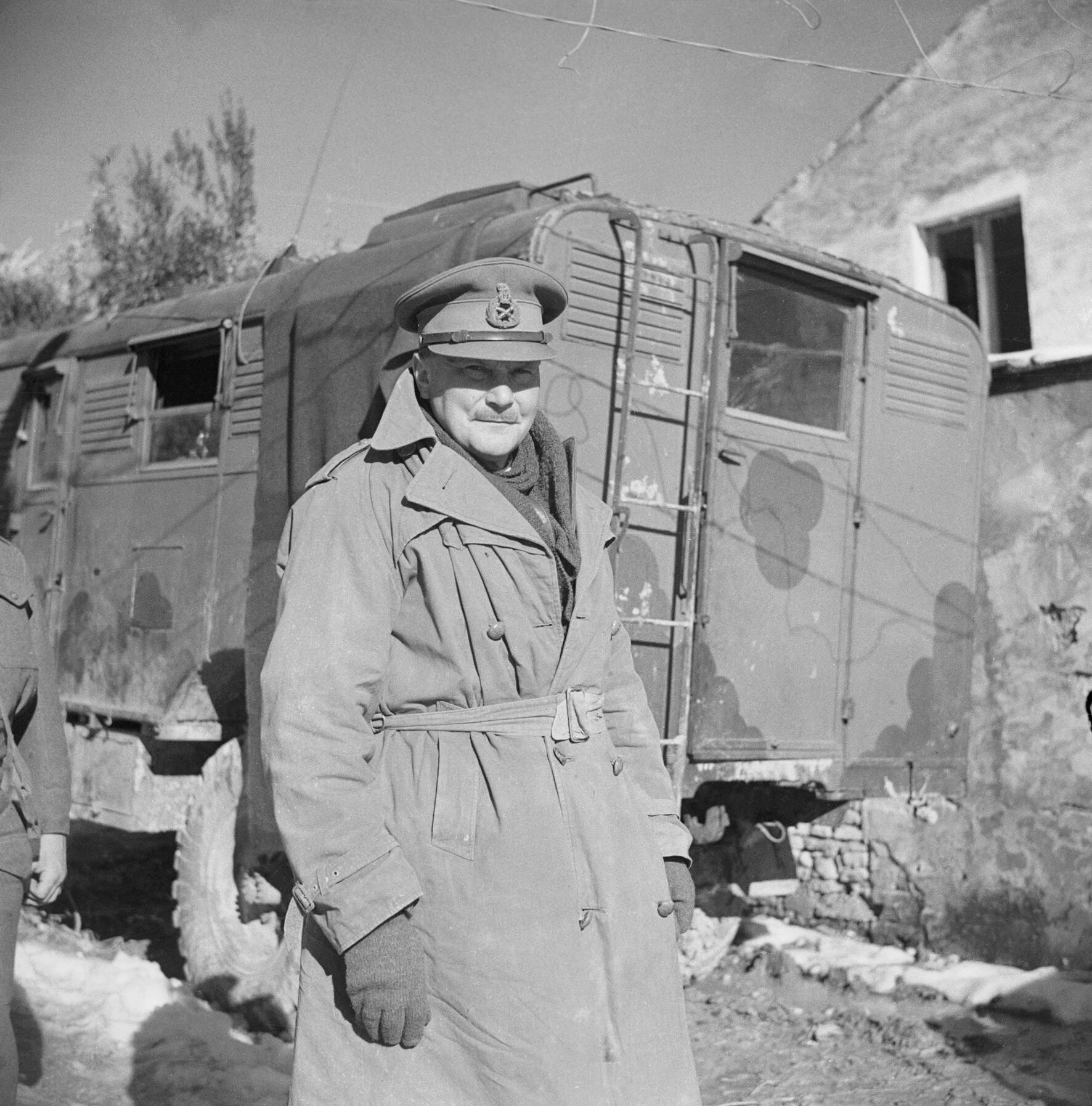
Bernard Freyberg, 1. Baron Freyberg (1889–1963)

- Freyberg, Bruno von (1894–1981), deutscher Geologe
- Freyberg, Burkhard von (* 1973), deutscher Hochschullehrer, Professor für Hospitality Management, Unternehmer, Aufsichtsrat und Publizist
- Freyberg, Christian August (1684–1743), Rektor der Dresdner St.-Annen-Schule, Schriftsteller und Lieddichter
- Freyberg, Conrad (1842–1915), deutscher Maler und Bildhauer
- Freyberg, Electrina von (1797–1847), deutsche Historienmalerin
- Freyberg, Ernst von (* 1958), deutscher Jurist und Manager
- Freyberg, Gredanna von († 1481), deutsche Äbtissin und Magistra des Klosters Urspring
- Freyberg, Hans von (1881–1945), deutscher Politiker (NSDAP), MdR
- Freyberg, Helena von (1491–1545), österreichische Person in der Täuferbewegung
- Freyberg, Hermann (1898–1962), deutscher Schriftsteller und Filmdirektor
- Freyberg, Hubertus (* 1958), römisch-katholischer Priester, Radio- und Fernsehmoderator
- Freyberg, Irmingard von (1907–1985), deutsche Grafikerin und Scherenschneiderin
- Freyberg, Johann Anton II. von (1674–1757), Fürstbischof von Eichstätt
- Freyberg, Johann Christoph von (1616–1690), Fürstbischof von Augsburg
- Freyberg, Karl Daniel (1728–1802), deutscher Historiker und Physiker
- Freyberg, Karl von (1866–1940), deutscher Politiker (Zentrum), MdR
- Freyberg, Karl von (* 1882), deutscher Landrat im Landkreis Brückenau
- Freyberg, Konrad von (* 1933), deutscher Diplomingenieur und Rennbootsportler
- Freyberg, Pankraz Freiherr von (* 1944), deutscher Kunsthistoriker, Intendant der Festspiele Europäische Wochen PassauPankraz Freiherr von Freyberg (* 1944)

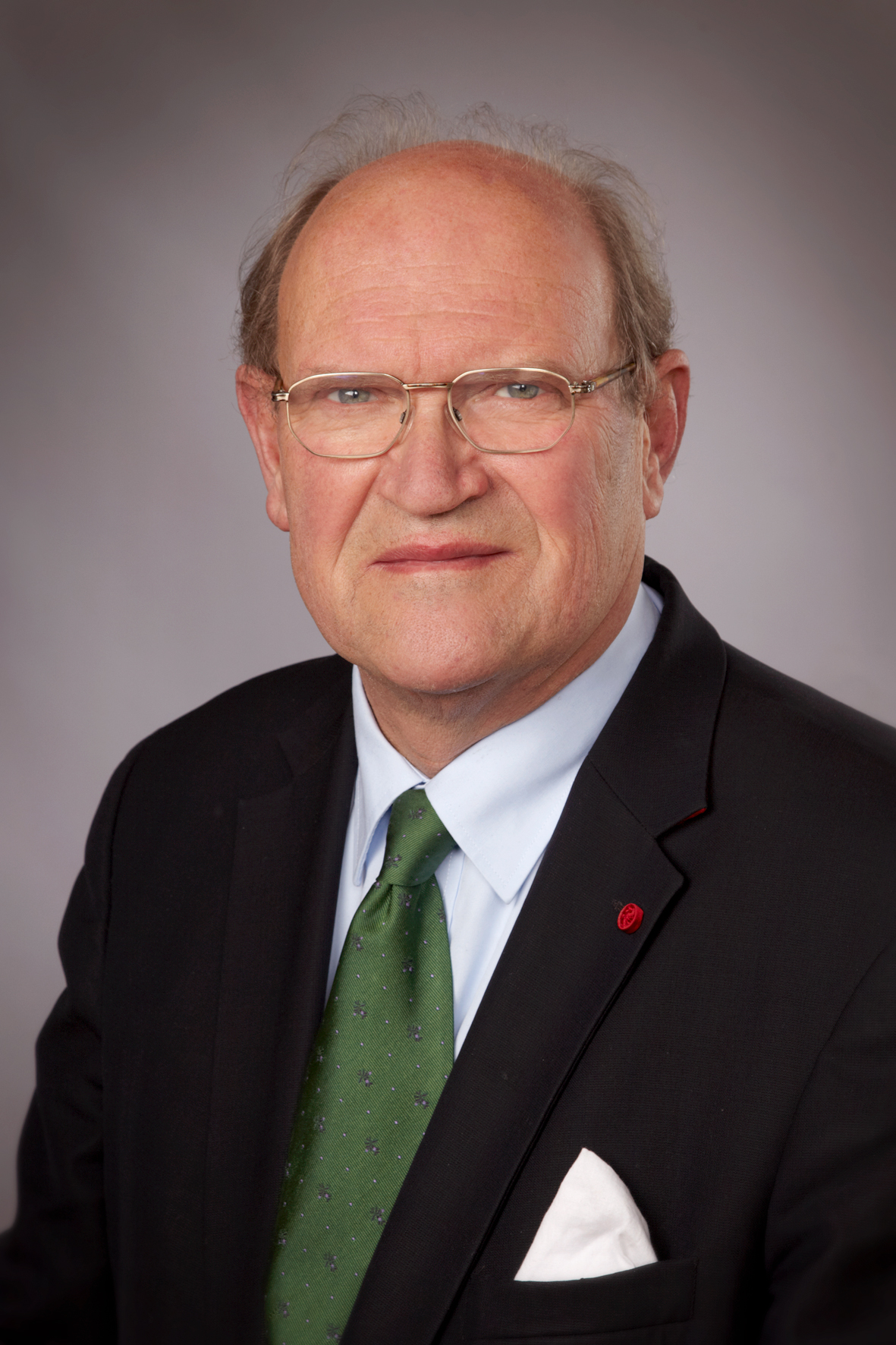
Pankraz Freiherr von Freyberg (* 1944)

- Freyberg, Teresita von (1937–2009), uruguayische Adelige und Diözesanoberin der Malteser
- Freyberg, Valerian, 3. Baron Freyberg (* 1970), britischer Künstler und Peer
- Freyberg, Werner (1902–1973), deutscher Hockeyspieler
- Freyberg, Wolfgang (* 1956), deutscher Historiker und Slavist
- Freyberg-Eisenberg, Christoph von († 1584), Fürstpropst von Ellwangen
- Freyberg-Eisenberg, Georg von (1926–2017), deutscher Landwirt und Politiker (CSU), MdL
- Freyberg-Eisenberg, Johann Christoph von (1551–1620), Fürstpropst von Ellwangen
- Freyberg-Eisenberg, Julius von (1832–1912), deutscher Kreisdirektor und Bezirkspräsident
- Freyberg-Eisenberg, Maximilian von (1789–1851), bayerischer Historiker und Staatsmann
- Freyberg-Eisenberg, Rudolph von (1817–1887), deutscher Gutsbesitzer und Politiker (Zentrum), MdR
- Freyberger, Bert (* 1966), deutscher Historiker und Pädagoge
- Freyberger, Harald J. (1957–2018), deutscher Arzt für Psychiatrie und Psychotherapie
- Freyberger, Klaus S. (* 1948), deutscher Klassischer Archäologe
- Freyberger, Ludwig (1865–1934), österreichisch-britischer Arzt und Pathologe
- Freyberger, Manfred (1930–1980), österreichischer Filmschauspieler
- Freyberger, Nikolaus (1865–1944), österreichischer Politiker (CS), MdL (Burgenland)
- Freyberger, Peter (1922–2009), österreichischer Facharzt für Zahn-, Mund- und Kieferheilkunde und Universitätsprofessor an der Karl-Franzens-Universität Graz
- Freyborn, Hans Friedrich (1913–1999), österreichischer Politiker (VdU), Landtagsabgeordneter
- Freybourg, Anne Marie (* 1952), deutsche Kunstwissenschaftlerin und Kuratorin
- Freyburg, Hans von († 1542), deutscher Politiker
- Freyburg, Karl von (1889–1914), deutscher Offizier und Freund Marsden Hartleys
- Freyburg, Tina (* 1979), deutsche Politologin und Demokratieforscherin
- Freyburger, Emil (1825–1899), deutscher Schriftsteller

### Freyc
- Freycinet, Charles de (1828–1923), französischer Politiker
- Freycinet, Henri Louis de Saulces de (1777–1840), französischer Konteradmiral und Kolonialgouverneur
- Freycinet, Louis de (1779–1842), französischer Entdecker
- Freycinet, Rose de (1794–1832), französische Entdeckerin und Autorin

### Freyd
- Freyd, Jennifer (* 1957), US-amerikanische Psychologin
- Freyd, Peter (* 1936), US-amerikanischer Mathematiker
- Freydanck, Carl Daniel (1811–1887), deutscher Maler
- Freydanck, Wilhelm (1796–1878), preußischer Generalmajor und Kommandeur des 8. Infanterie-Brigade
- Freydank, Dietrich (1928–1999), deutscher Slawist
- Freydank, Hanns (1892–1971), deutscher Montanhistoriker, Numismatiker und Genealoge
- Freydank, Helmut (* 1935), deutscher Altorientalist und Hochschullehrer
- Freydank, Jochen Alexander (* 1967), deutscher Regisseur, Drehbuchautor und Filmproduzent
- Freydank, Ruth (1935–2024), deutsche Theaterwissenschaftlerin
- Freydefont, Marcel (1948–2016), französischer Szenograph, Bühnenbildner, Schauspieler, Regisseur, Autor und Architekturprofessor
- Freydenberg, Henry (1876–1975), französischer Offizier, Generalleutnant
- Freydís Eiríksdóttir, Tochter von Erik dem Roten und Halbschwester von Leif Eriksson
- Freydís Halla Einarsdóttir (* 1994), isländische Skirennläuferin
- Freydorf, Alberta von (1846–1923), deutsche Schriftstellerin
- Freydorf, Berthold von (1820–1878), preußischer Generalmajor
- Freydorf, Karl Wilhelm Eugen von (1781–1854), badischer Generalleutnant und Kriegsminister
- Freydorf, Mechthild Motsch von (1906–1997), deutsche Malerin
- Freydorf, Rudolf von (1819–1882), badischer Minister
- Freydorf-Stephanow, Guta von (1911–1998), deutsche Künstlerin, Malerin und Bildhauerin

### Freye
- Freye, Hans-Albrecht (1923–1994), deutscher Zoologe und Genetiker
- Freye, Hermann (1844–1921), deutscher Maler und Zeichner
- Freye, Kirstin (* 1975), deutsche Tennisspielerin und -trainerin
- Freye, Paul (1869–1958), deutscher Gartenarchitekt, Gartenbaudirektor in Bremen
- Freyeisen, Johann Christoph (1803–1849), deutscher Publizist, Musikschriftsteller und Librettist
- Freyen-Seyboldsdorf, Ludwig von (1870–1957), deutscher Politiker
- Freyend, Henning John von (* 1941), deutscher Künstler
- Freyer, Achim (* 1934), deutscher Regisseur, Bühnen- und Kostümbildner und MalerAchim Freyer (* 1934)

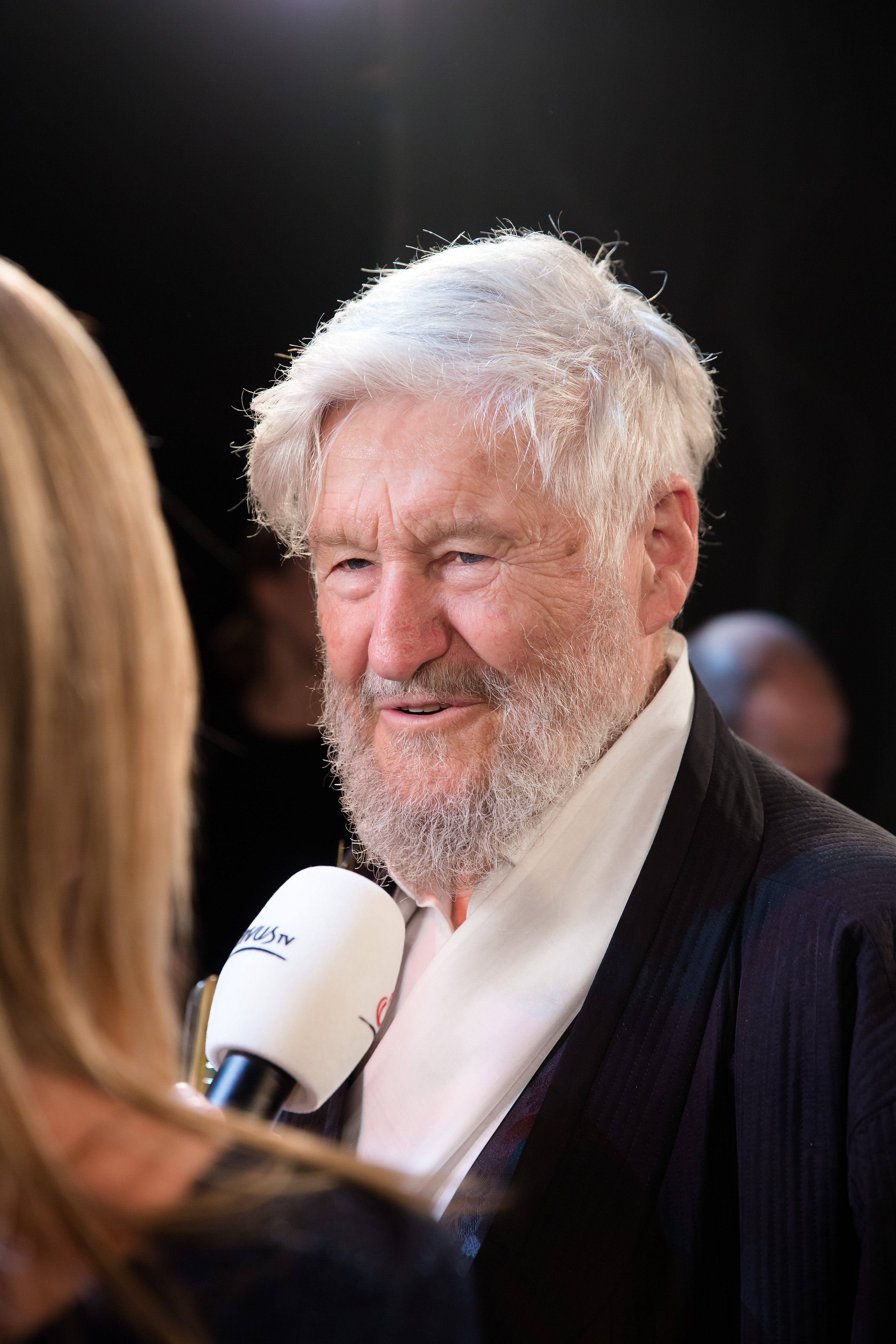
Achim Freyer (* 1934)

- Freyer, Andreas (* 1953), deutscher Bildhauer
- Freyer, Arnold (1872–1960), deutscher Jurist, Richter und Präsident des Landgerichts Hannover
- Freyer, Christian Friedrich (1794–1885), deutscher Lepidopterologe
- Freyer, Erich (1855–1935), preußischer Generalleutnant
- Freyer, Erwin (1914–1992), deutscher Generalmajor
- Freyer, Hans (1887–1969), deutscher Soziologe und Philosoph
- Freyer, Hans Martin (1909–1975), deutscher Maler, Designer und Gebrauchsgrafiker
- Freyer, Heinrich (1802–1866), österreichischer Naturwissenschaftler
- Freyer, Hektor (1865–1948), deutscher Kommunalpolitiker
- Freyer, Hieronymus (1675–1747), deutscher Pädagoge und Historiker
- Freyer, Ilona (1943–1984), deutsche Bühnen- und Kostümbildnerin, Malerin, Zeichnerin
- Freyer, Ingo (* 1971), deutscher Basketballspieler und -trainer
- Freyer, Joachim (1908–1998), deutscher Offizier, zuletzt Generalmajor der Bundeswehr
- Freyer, Johann Gottlieb (1811–1909), deutscher Lehrer und Autor
- Freyer, Johannes-Baptist (* 1953), deutscher römisch-katholischer Theologe
- Freyer, Karl August (1801–1883), deutsch-polnischer Organist und Komponist
- Freyer, Kurt (1885–1973), deutsch-israelischer Kunsthistoriker und Antiquar
- Freyer, Martin (* 1995), namibischer Straßenradrennfahrer
- Freyer, Paul Herbert (1920–1983), deutscher Schriftsteller
- Freyer, Peter Johnston (1851–1921), irischer Chirurg und Urologe
- Freyer, Roland (* 1947), deutscher Fußballspieler
- Freyer, Rudolf (1886–1961), österreichischer Politiker, Landtagsabgeordneter
- Freyer, Sigismund (1881–1944), deutscher Springreiter
- Freyer, Thomas (* 1952), deutscher Geistlicher und Hochschullehrer
- Freyer, Thomas (* 1981), deutscher Dramatiker
- Freyer, Timothy (* 1963), US-amerikanischer Geistlicher, Weihbischof in Orange in California
- Freyer, Walther (1872–1959), deutscher Gewerkschafter und Marineoffizier der Handelsmarine, Kaiserlichen Marine und Kriegsmarine
- Freyer-Mathes, Susanne (* 1964), deutsche Filmproduzentin
- Freyer-Schauenburg, Brigitte (1938–2020), deutsche Klassische Archäologin
- Freyermuth, Albert (1904–1971), französischer Fußballspieler
- Freyermuth, Gundolf S. (* 1955), deutsch-US-amerikanischer Medienwissenschaftler und PublizistGundolf S. Freyermuth (* 1955)

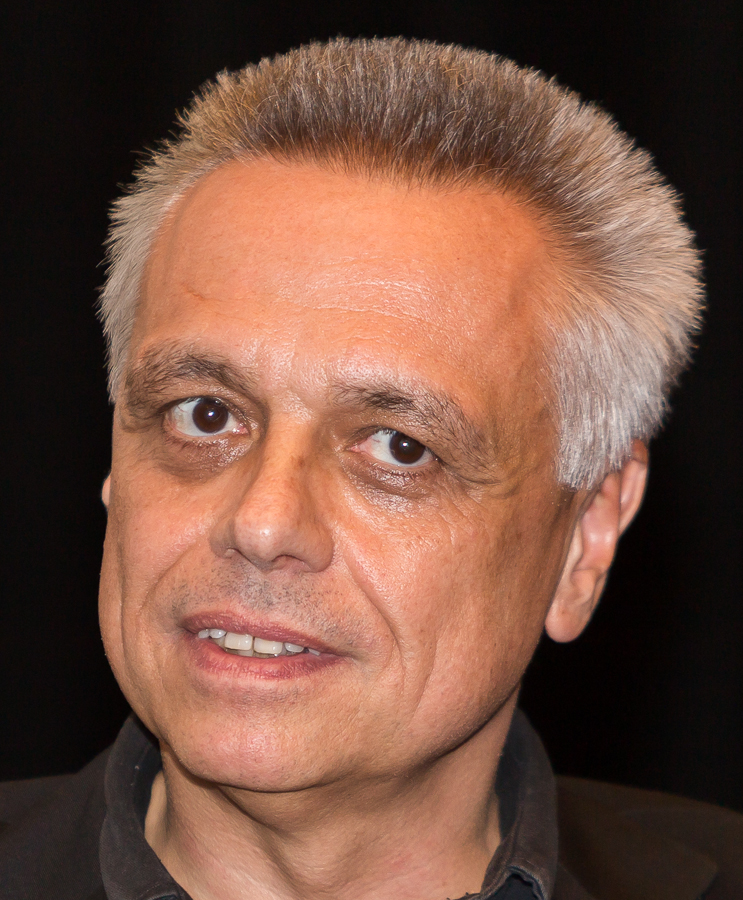
Gundolf S. Freyermuth (* 1955)

### Freyg
- Freygang, Erich (* 1883), deutscher Genealoge, Schriftsteller, Heimatforscher und Naturschützer
- Freygang, Paul Eduard (1863–1924), deutscher Architekt und kommunaler Baubeamter
- Freygang, Wilhelm von (1783–1849), russischer Diplomat und Schriftsteller

### Freyh
- Freyh, Brigitte (1924–2009), deutsche Politikerin (SPD), MdB
- Freyhan, Fritz Adolf (1912–1982), deutscher und US-amerikanischer Psychiater und Psychopharmakologe
- Freyhan, Robert (1901–1982), deutscher Kunsthistoriker
- Freyhof, Jörg (* 1964), deutscher Ichthyologe und Fischfotograf
- Freyhold, Alexander von (1813–1871), preußischer Generalleutnant und Kommandant von Stettin
- Freyhold, Edmund von (1845–1918), deutscher Lehrer, Komponist und Botaniker
- Freyhold, Konrad Ferdinand Edmund von (1878–1944), deutscher Maler und Bilderbuchillustrator
- Freyhold, Louis von (1844–1923), preußischer General der Infanterie
- Freyhold, Michaela von (1940–2010), deutsche Soziologin
- Freyhub, Andreas (1526–1585), deutscher lutherischer Theologe

### Freyl
- Freyler, Fred (1922–1993), österreichischer Architekt und Stadtplaner
- Freylinger, Henri (1926–2017), luxemburgischer Ringer
- Freylinghausen, Gottlieb Anastasius (1719–1785), deutscher evangelischer Theologe; Direktor des Halleschen Waisenhauses
- Freylinghausen, Johann Anastasius (1670–1739), Theologe der Halleschen pietistischen SchuleJohann Anastasius Freylinghausen (1670–1739)

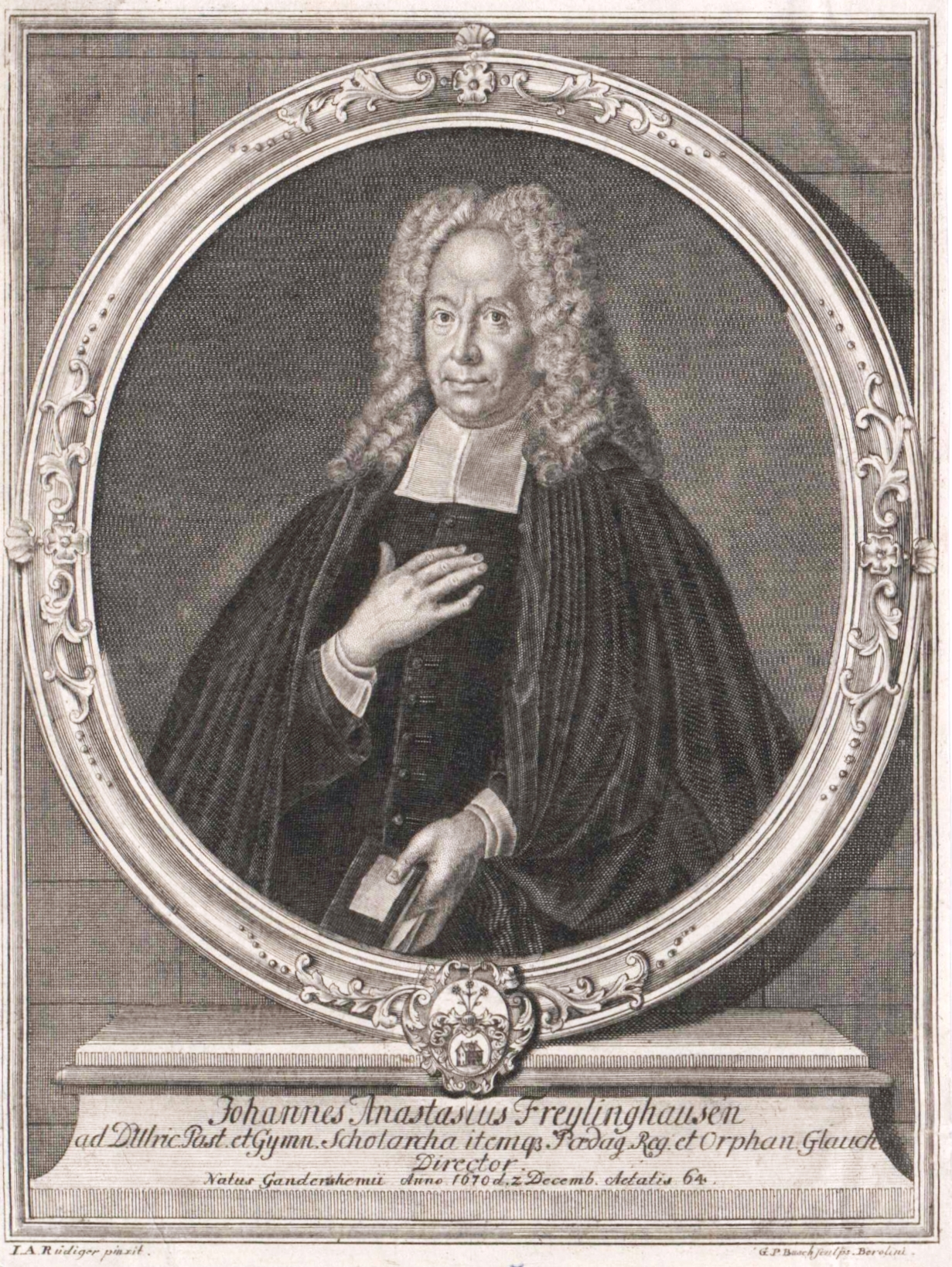
Johann Anastasius Freylinghausen (1670–1739)

### Freym
- Freymadl, Josef (1864–1951), deutscher Marine-Obergeneralarzt
- Freymadl, Max (1900–1952), deutscher Kapitän zur See der Kriegsmarine
- Freymann, Annemarie (1909–1987), deutsche Textilgestalterin
- Freymann, Arthur von (1901–1978), deutscher Geiger und Dirigent
- Freymann, Carl Johann von (1878–1907), baltischer Journalist, Redakteur und Dichter in Livland
- Freymann, Carl Otto von († 1729), schwedischer Oberst, livländischer Landrat
- Freymann, Claus-Dieter (* 1938), deutscher Erziehungswissenschaftler, Kirchenfunktionär und Jazz-Musiker
- Freymann, Ebba-Margareta von (1907–1995), österreichische Schriftstellerin und Übersetzerin
- Freymann, Eduard Karl von (1855–1920), russischer Generalleutnant
- Freymann, Ernst Felix von (1881–1950), Industrieller und finnischer Freiheitskämpfer
- Freymann, Ferdinand Magnus von (1725–1796), russischer Generalleutnant
- Freymann, Georg Gustav von (* 1789), russischer Generalmajor
- Freymann, Georg Sylvester von (1870–1946), baltischer Genealoge, Jurist und Autor
- Freymann, Georg von (* 1972), deutscher Physiker und Hochschullehrer
- Freymann, Hans-Peter (* 1961), deutscher Richter und Verwaltungsjurist
- Freymann, Hermann Jakob von (1791–1865), russischer Generalmajor
- Freymann, Johann Wolfgang (1546–1610), Jurist, Regimentsrat und Reichsvizekanzler
- Freymann, Karl Otto von (1788–1858), baltisch-russischer Adeliger und russischer Generalleutnant der Ingenieurtruppen
- Freymann, Karl von (1861–1920), russischer Generalmajor
- Freymann, Nikolai Konstantin von (1851–1904), russischer Generalmajor
- Freymann, Otto Nikolai von (1849–1924), russischer Generalmajor und Gymnasiallehrer
- Freymann, Otto Woldemar von (1828–1871), russischer Oberst und Gutsbesitzer in Livland
- Freymann, Raymond (* 1952), luxemburgischer Ingenieur, Professor und Forscher
- Freymann, Reinhold Johann von (1680–1736), russischer Generalmajor
- Freymann, Rudolf Karl von (1860–1934), Landespolitiker und Jurist
- Freymann, Rudolph Friedrich von (1786–1850), russischer Offizier, baltischer Beamter
- Freymann, Rudolph Karl Ernst von (1821–1906), russischer Generalmajor und Bauingenieur
- Freymann, Sergej von (1882–1946), russisch-usbekischer Schachmeister
- Freymann, Thelma Elisabeth von (* 1932), Pädagogin, Lektorin und Dozentin
- Freymann-Knispel, Gerda von (1905–1981), deutsche Malerin
- Freymark, Danny (* 1983), deutscher Politiker (CDU), MdADanny Freymark (* 1983)

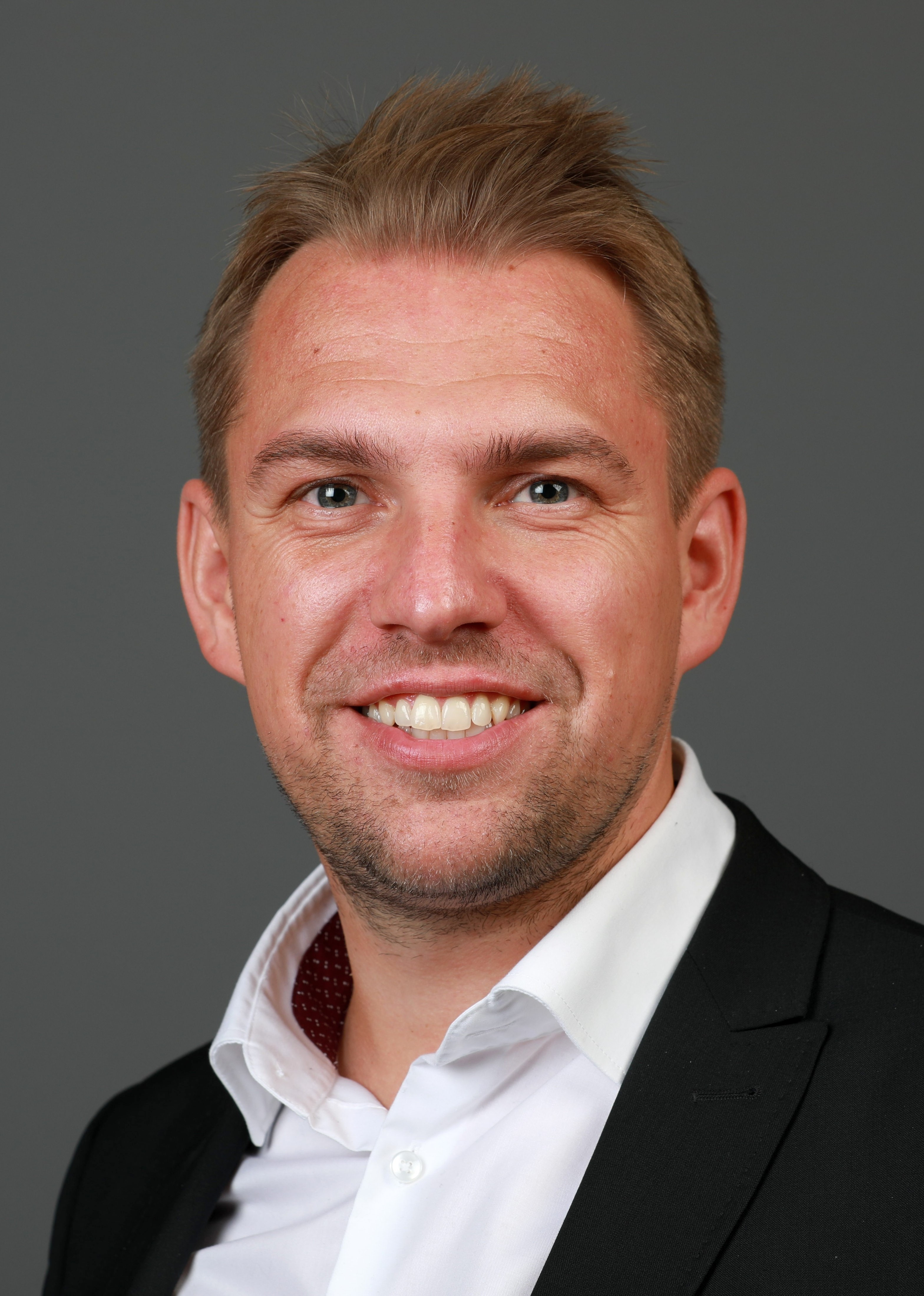
Danny Freymark (* 1983)

- Freymark, Emil (1825–1894), preußischer Verwaltungsjurist, MdA und Landrat
- Freymark, Emil (1876–1936), US-amerikanischer Hochspringer
- Freymark, Oliver (* 1979), deutscher Eishockeyspieler
- Freymond, Arthur (1879–1970), Schweizer Politiker (FDP)
- Freymond, Emile (1855–1918), deutscher Romanist
- Freymond, Héli (1843–1868), Schweizer Straftäter, letzte Hinrichtung im Kanton WaadtHéli Freymond (1843–1868)

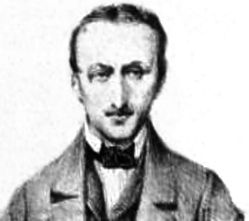
Héli Freymond (1843–1868)

- Freymond, Jacques (1911–1998), Schweizer Historiker
- Freymüller, Fritz (1882–1950), deutscher Architekt, Stadtplaner und Baubeamter
- Freymüller, Willibald (1807–1890), deutscher Theologe
- Freymuth, Arnold (1872–1933), deutscher Richter, Menschenrechtsaktivist, Politiker (SPD)
- Freymuth, Emil (1890–1961), deutscher Architekt
- Freymuth, Julius (1881–1961), deutscher Landschaftsmaler
- Freymuth, Paul (1881–1944), deutscher Richter

### Freyn
- Freyn, Josef Franz (1845–1903), böhmisch-österreichischer Eisenbahningenieur und Botaniker
- Freynick, Jörn (* 1982), deutscher Politiker (FDP), MdL
- Freynik, Karlheinz (* 1947), deutscher Autor, Musiker, Produzent und Regisseur

### Freyr
- Freyr Alexandersson (* 1982), isländischer Fußballtrainer und Fußballspieler
- Freyre y García Vieyra, Rodolfo (1891–1940), argentinischer Diplomat
- Freyre, Gilberto (1900–1987), brasilianischer Soziologe und Anthropologe
- Freyre, Susana (* 1929), argentinische Filmschauspielerin und Theaterschauspielerin
- Freyreiss, Georg Wilhelm (1789–1825), deutscher Forschungsreisender und Naturkundler

### Freys
- Freys, Ernst (1863–1956), deutscher Bibliothekar
- Freyschlag von Freyenstein, Ignaz (1827–1891), bayerischer Generalleutnant, Vorstand der Geheimkanzlei des Prinzregenten Luitpold
- Freyschlag, Fritz (1931–2004), österreichischer Politiker (SPÖ), Landtagsabgeordneter
- Freyschmidt, Heinrich (* 1887), deutscher Wasserspringer
- Freyschmidt, Jürgen (* 1940), deutscher Röntgenologe
- Freyse, Heinrich Johann (1809–1850), deutscher Architekt und Baubeamter
- Freyseng, Ludwig (1868–1943), deutscher Verwaltungsjurist
- Freysinger, Oskar (* 1960), Schweizer Politiker (SVP)Oskar Freysinger (* 1960)

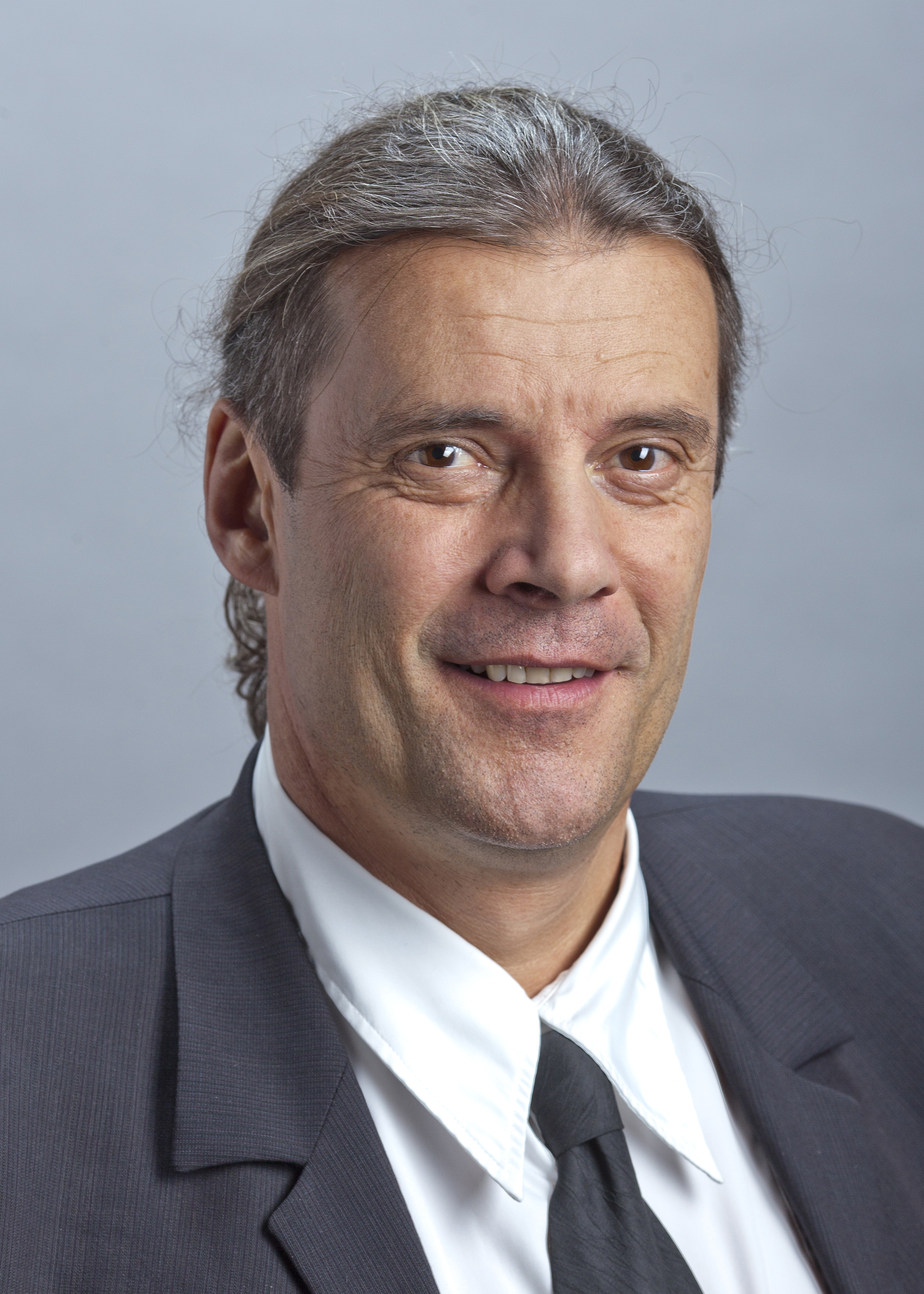
Oskar Freysinger (* 1960)

- Freysleben, Friedrich von (1785–1847), preußischer Generalmajor
- Freyssinet, Eugène (1879–1962), französischer Ingenieur und Erfinder
- Freystadtl, Alois (1856–1932), ungarischer Glasmaler
- Freystädtler, Franz Jakob (1761–1841), österreichischer Komponist und Klavierpädagoge
- Freystädtler, Johann Jakob (1723–1787), deutscher Musiker und Komponist
- Freystedt, Carl Friedrich Hermann von (1749–1795), badischer Oberst
- Freystedt, Heinrich von (1809–1885), badischer Generalleutnant
- Freystedt, Karl von (1776–1851), badischer Generalleutnant
- Freystedt, Karoline von (1775–1862), Hofdame der badischen Erbprinzessin Amalie
- Freystedt, Leopold von (1840–1917), badischer Kammerherr und Hofmarschall
- Freystein, Johann Burchard (1671–1718), deutscher Jurist und Kirchenliederdichter
- Freystein, Johanna Marianne (1760–1807), deutsche Landschaftsmalerin

### Freyt
- Freytag genannt Löringhoff, Bettina von (1943–2021), deutsche Klassische Archäologin

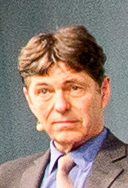
Arndt Freiherr Freytag von Loringhoven (* 1956)

- Freytag von Loringhoven, Alexander (1849–1908), deutscher Jurist, Archivar und Schriftsteller
- Freytag von Loringhoven, Arndt Freiherr (* 1956), deutscher DiplomatArndt Freiherr Freytag von Loringhoven (* 1956)
- Freytag von Loringhoven, Bernd (1914–2007), deutscher Offizier
- Freytag von Loringhoven, Wessel (1899–1944), Oberst im Generalstab der deutschen Wehrmacht
- Freytag, Alexandre (1870–1947), Schweizer Bibelforscher und Begründer der Religionsgemeinschaft „Kirche des Reiches Gottes“
- Freytag, Andreas (1818–1905), deutscher Jurist, Rechtsanwalt und Politiker (Zentrum), MdR
- Freytag, Andreas (* 1962), deutscher Wirtschaftswissenschaftler und Hochschullehrer
- Freytag, Anette (* 1971), österreichische Kunsthistorikerin
- Freytag, Anne (* 1982), deutsche Schriftstellerin
- Freytag, August (1823–1889), deutscher Juwelier und Mäzen
- Freytag, Conrad (1846–1921), deutscher Bauunternehmer
- Freytag, Dieter (* 1955), deutscher Politiker (SPD)
- Freytag, Ernst Richard (1849–1931), deutscher Heimatforscher und Lehrer
- Freytag, Erwin (1907–1987), deutscher Autor und evangelisch-lutherischer Theologe
- Freytag, Friedrich (1853–1920), deutscher Ingenieur und Hochschullehrer
- Freytag, Gabriele (* 1967), deutsche Volleyball- und Beachvolleyballspielerin
- Freytag, Georg (1853–1932), deutsch-österreichischer Buchhändler und Verleger
- Freytag, Georg Wilhelm (1788–1861), deutscher Orientalist
- Freytag, Günther E. (1918–1989), deutscher Herpetologe
- Freytag, Gustav (1816–1895), deutscher SchriftstellerGustav Freytag (1816–1895)

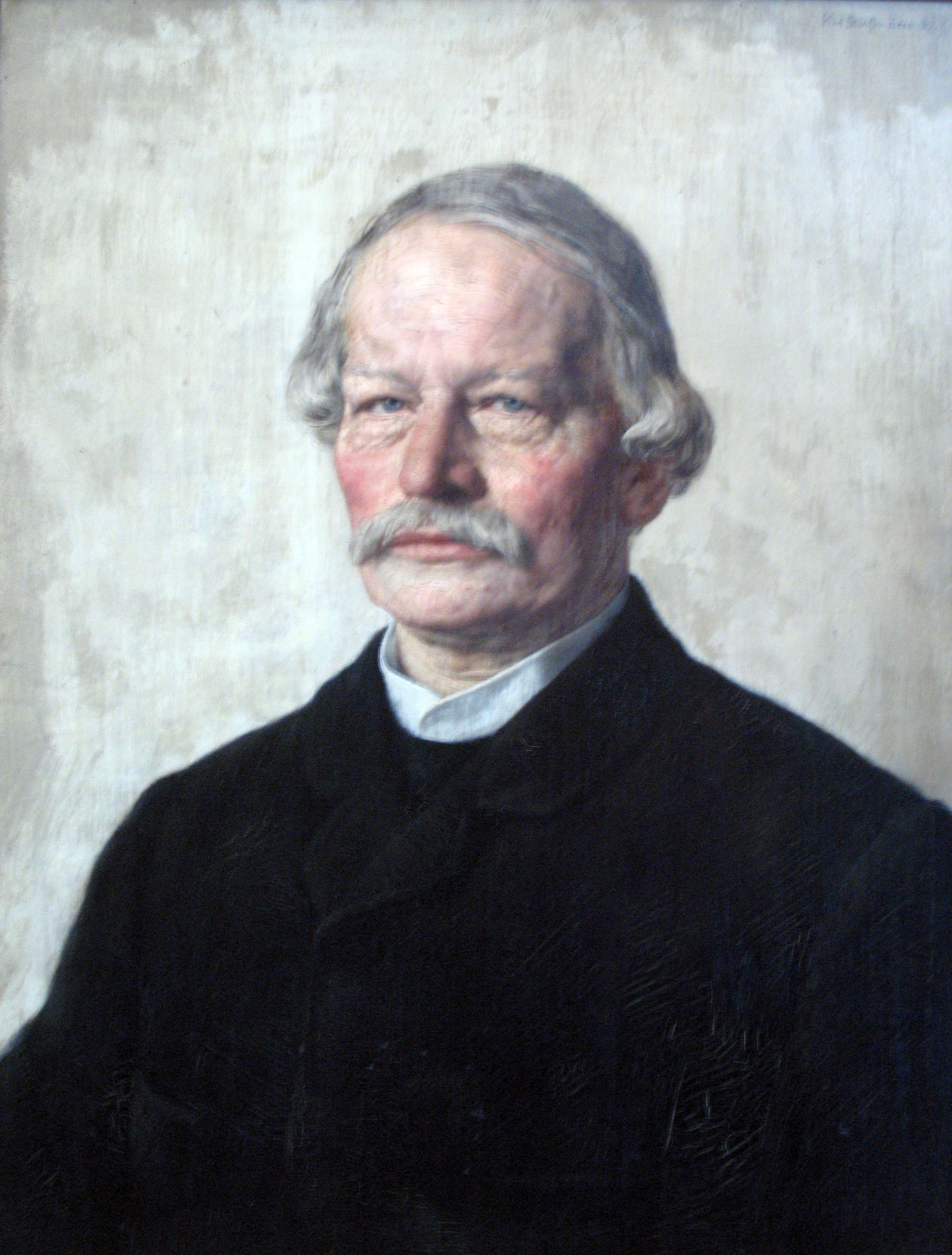
Gustav Freytag (1816–1895)

- Freytag, Gustav (1852–1938), deutsch-österreichischer Lithograf, Kartograf und Verleger
- Freytag, Hans (1869–1954), deutscher Diplomat
- Freytag, Hans (1913–1982), deutscher Politiker (SPD), MdL
- Freytag, Hans Ludwig (1934–1993), deutscher Hochschullehrer und Politiker (FDP), MdL
- Freytag, Hartmut (* 1941), deutscher Germanist und emeritierter Hochschullehrer
- Freytag, Heinrich Hermann (1759–1811), deutsch-niederländischer Orgelbauer
- Freytag, Herman Eberhard (1796–1869), niederländischer Orgelbauer
- Freytag, Hermann (1869–1921), preußischer Theologe und Regionalhistoriker
- Freytag, Hermann (1900–1962), deutscher Politiker (NSDAP) und Oberbürgermeister von Duisburg, MdL, MdR
- Freytag, Holk (* 1943), deutscher Dramaturg, Regisseur und Intendant
- Freytag, Horst (* 1906), deutscher Jurist, NSDAP-Mitglied, SA- und SS-Angehöriger
- Freytag, Iring (* 1981), deutscher Animator und Filmregisseur
- Freytag, Johann Heinrich (1760–1840), deutscher Jurist und Bürgermeister
- Freytag, Johann-Christoph (* 1954), deutscher Informatiker
- Freytag, Julius (1835–1926), deutscher evangelischer Theologe und Pfarrer, Autor, Herausgeber und Chefredakteur
- Freytag, Karl (1831–1908), deutscher Zootechniker und Agrarwissenschaftler
- Freytag, Karl (1866–1945), deutscher Lehrer, Schulleiter, Kunsterzieher, Künstler und Organisator kultur- und volkswirtschaftlicher Verbände sowie NS-Funktionär
- Freytag, Ludwig (1842–1916), deutscher Pädagoge und Germanist
- Freytag, Martina (* 1969), deutsche Jazz-Sängerin, Chorleiterin, Komponistin, Arrangeurin, Autorin und Workshopleiterin
- Freytag, Michael (* 1958), deutscher Politiker (CDU), MdHB, Senator in Hamburg
- Freytag, Nicole (* 1980), deutsche Schlagersängerin
- Freytag, Oskar, deutscher Tischtennisspieler
- Freytag, Otto (1835–1917), deutscher Rechtsanwalt und Abgeordneter (SPD)
- Freytag, Otto (1888–1980), deutscher Maler der Moderne
- Freytag, Paul (1873–1954), deutscher Maler und Zeichner
- Freytag, Richard (1820–1894), deutscher Maler
- Freytag, Robert Friedrich (1802–1851), deutschbaltischer Offizier, russischer General
- Freytag, Ronald (* 1959), deutscher Psychologe
- Freytag, Rudolf (1879–1959), deutscher Archivar
- Freytag, Sebastian (* 1978), deutscher Künstler
- Freytag, Theodor (1865–1933), deutscher Bauingenieur und bayerischer Baubeamter, Leiter der bayerischen Obersten Baubehörde
- Freytag, Tim (* 1969), deutscher Humangeograph
- Freytag, Verena S. (* 1973), deutsche Filmregisseurin und -autorin
- Freytag, Walter (1892–1982), deutscher Generalmajor der Wehrmacht im Zweiten Weltkrieg, Generalmajor der Volkspolizei
- Freytag, Walter (1899–1959), deutscher evangelischer Theologe, Missionar und Hochschullehrer
- Freytag, Werner (1908–1991), deutscher Mund-, Kiefer- und Gesichtschirurg und Schriftsteller
- Freytag, Wiebke (* 1939), deutsche Germanistin
- Freytag, Wilhelm Anton (1801–1879), deutscher Lehrer und Autor
- Freytag, Wilhelm von (1720–1798), Feldmarschall Kurfürstentum Braunschweig-Lüneburg
- Freytag, Willy (1873–1944), deutscher Philosoph
- Freytag-Löringhoff, Bruno von (1912–1996), deutscher Philosoph und Mathematiker
- Freytag-Loringhoven, Carl Gottlob von (1811–1882), kaiserlich russischer Geheimrat, Diplomat und Generalkonsul in Kopenhagen und Danzig
- Freytag-Loringhoven, Elsa von (1874–1927), deutsche Künstlerin des DadaismusElsa von Freytag-Loringhoven (1874–1927)

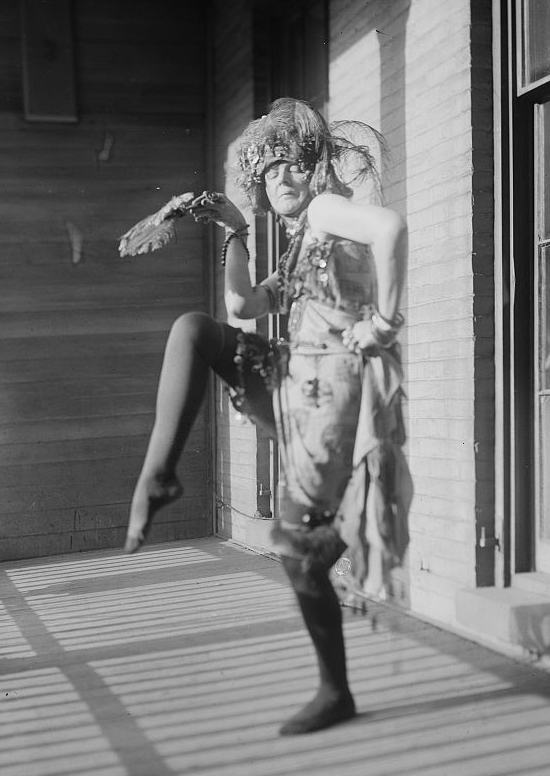
Elsa von Freytag-Loringhoven (1874–1927)

- Freytag-Loringhoven, Hugo von (1855–1924), preußischer General der Infanterie, Militärschriftsteller
- Freytag-Loringhoven, Mathilde Freiin von (1860–1941), deutsche Künstlerin
- Freytagh-Loringhoven, Axel von (1878–1942), deutscher Jurist, MdR, preußischer Staatsrat und Mitglied im ständigen Internationalen Schiedshofes in Den Haag
- Freythall, Fridolin von (1832–1903), österreichischer Heimatdichter der Niederen Tauern

### Freyw
- Freywaldt, Donatus von (1586–1640), deutscher Mediziner, Medizinprofessor, Leibarzt